# Bauten im Kloster Dobbertin

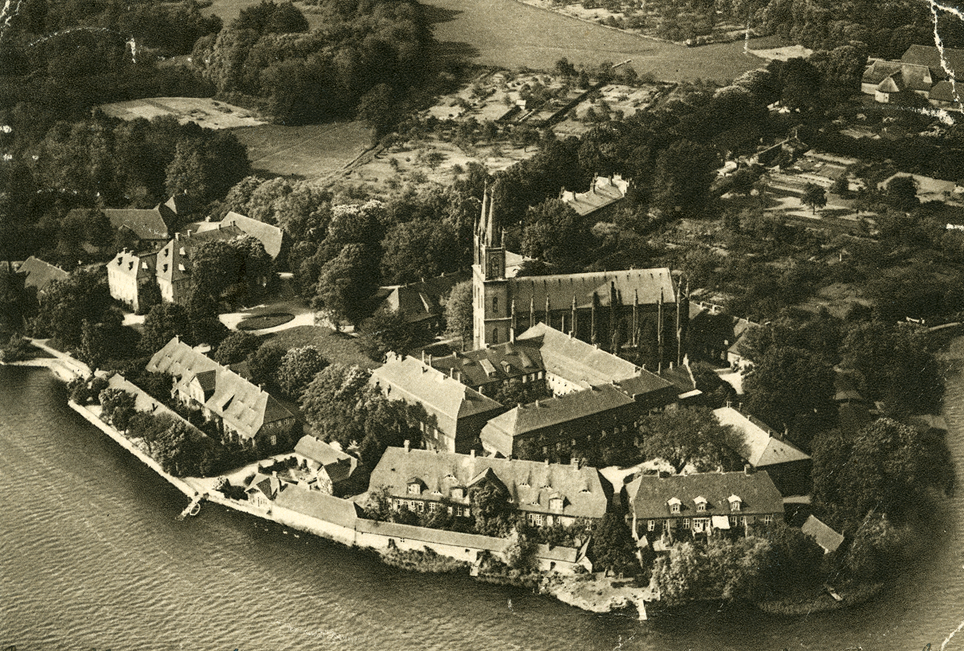
Kloster Dobbertin (1930)

Zur frühen Baugeschichte der Bauten im Kloster Dobbertin ist wie in den meisten mittelalterlichen Klöstern Mecklenburgs sehr wenig überliefert. Einige erhaltene Urkunden geben Auskunft über Besitzverhältnisse, Schenkungen und Käufe im damaligen Klosteramtsgebiet.

## Bauten nach Jahrhunderten

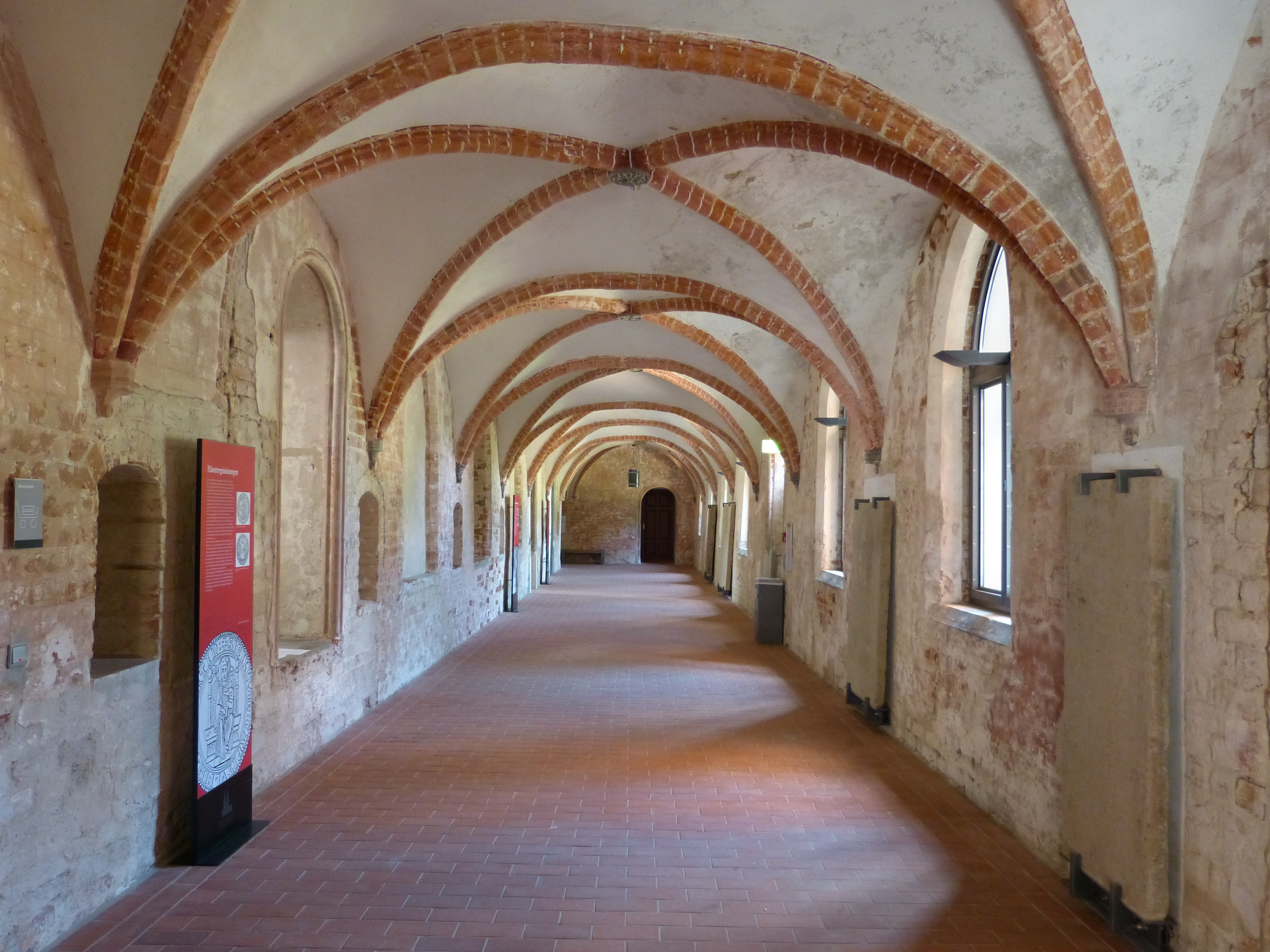
Nördlicher Kreuzgang im Kloster Dobbertin

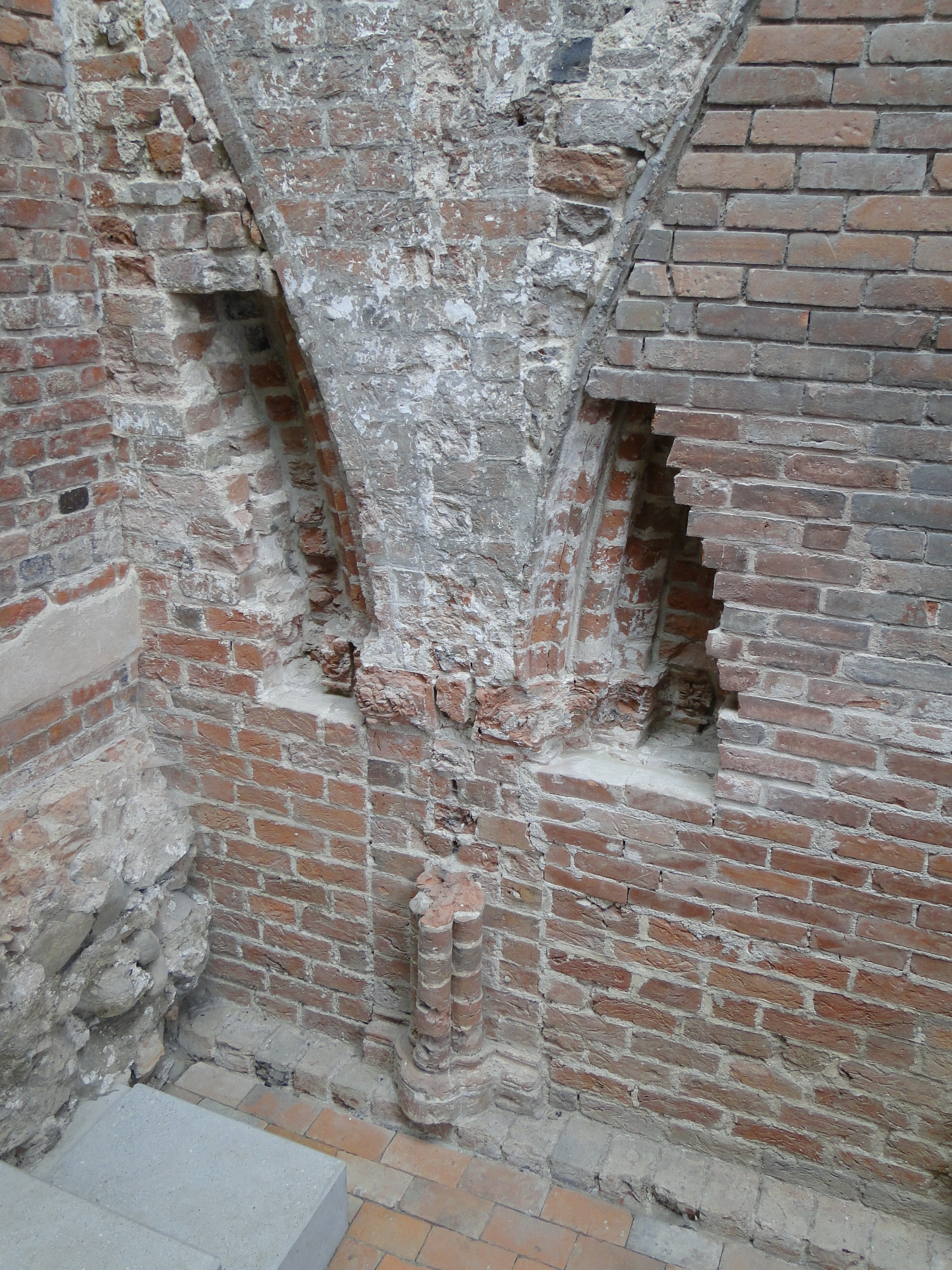
Vorhandene Arkadenbögen um 1280 an der Südfassade der Klosterkirche (2017)

### 13. Jahrhundert
- 1219 vor der Klostergründung war die Halbinsel am Jawir See, dem heutigen Dobbertiner See schon besiedelt, wie durch Funde mittelslawischer Keramik der Menkendorfer Gruppe bei archäologischen Untersuchungen belegt werden konnte.[1]
- 1220 um/nach 1220 erfolgte die Gründung eines Benediktiner-Mönchsklosters durch Heinrich Borwin I., die Stiftungsurkunde soll verloren gegangen sein.[2]
- 1227 die Bestätigung von Güterbesitz des Mönchklosters Dobbertin und die Ersterwähnung der Dörfer Dobbertin (Dobrotin), Dobbin (Dobin), Jellen (Geline), Goldberg (Golss) und Lohmen (Lomene) erfolgten am 26. August 1227.[3] Als erster Propst wurde am 3. Dezember 1227 Thedelin (Theodelines, Zheodoricus) genannt.[4]
- 1230 Errichtung einer Holzkirche durch Ausprägung einer frühdeutschen Siedlungsschicht.[5]
- 1250 einer der sehr bedeutenden Funde bei den baubegleitenden archäologischen Bergungsarbeiten waren im südlichen Klausurgebäude neben eingetieften Hauskellergruben auch ein Schwellenrahmenhaus aus der Klostergründungszeit. Die gefundenen Keramikscherben wurden in die Mitte des 13. Jahrhunderts datiert. Die älteste nachgewiesenen Bebauung des Klosters mit Holzhäusern wurde durch die nachfolgende Steinbebauung der Klausurgebäude überbaut.[6]
- 1275 wurde mit dem Bau einer dreischiffigen Kirche mit aufwendig profilierten Backsteindekor an den Arkadenpfeilern begonnen.[7] Erste Körperbestattungen konnten auf der Fläche neben der Kirche nachgewiesen werden.[5] Auf der Nordseite zum Groten Werder, der heutige Klosterpark, soll das Pforthaus errichtet worden sein. Im heutigen Eingangsbereich sind noch die Gurtbögen und Gratgewölbe vorhanden.[8]
- 1286 der Weiterbau erfolgte nach einem Planwechsel als einschiffige Saalkirche mit einer Nonnenempore.

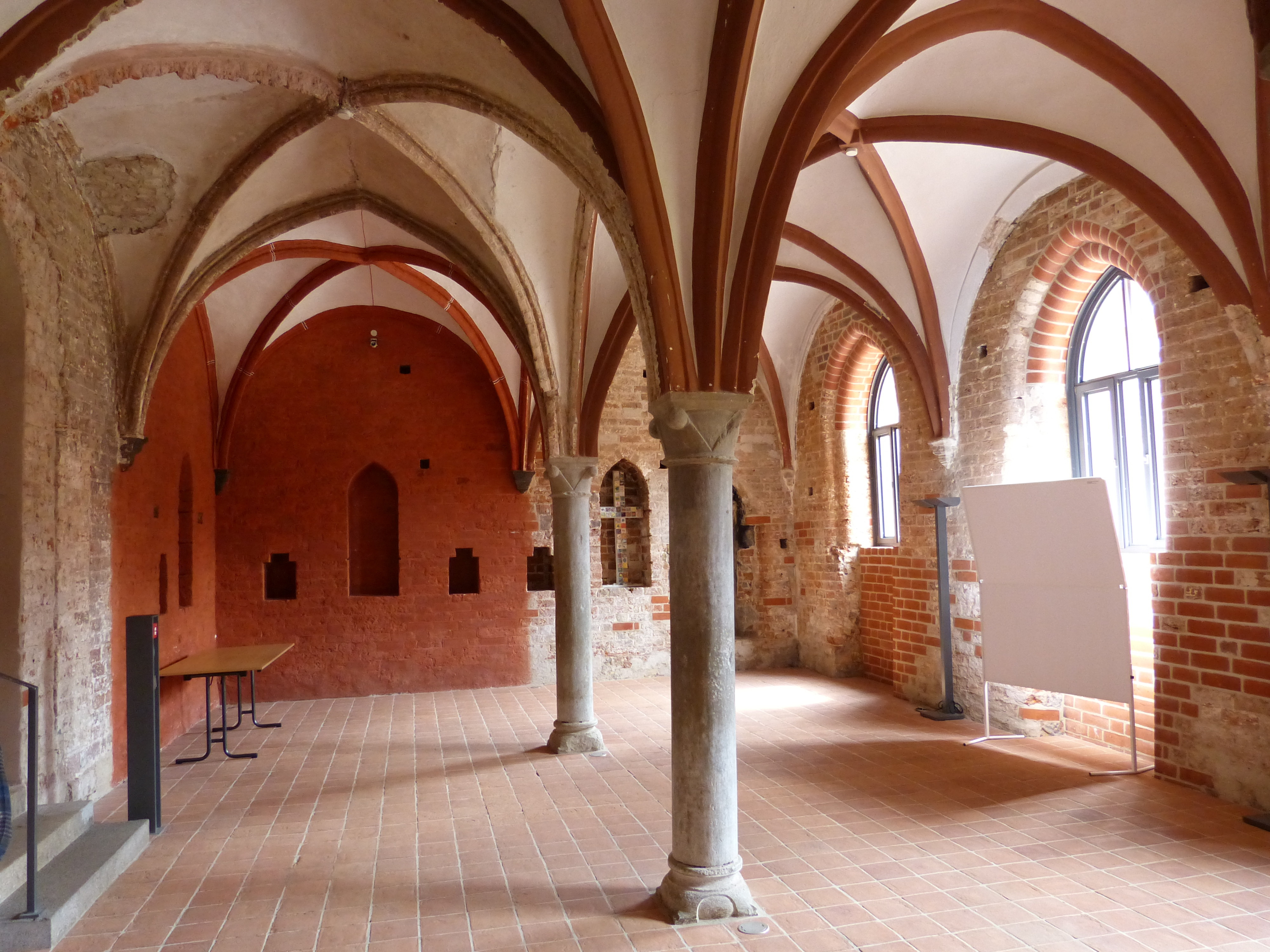
Refektorium während der Restaurierung (2004)

- 1290 mit dem Bau des südlichen Klausurgebäudes mit dem Kreuzgang von 12 Jochen wurde Ende des 13. Jahrhunderts begonnen und zeitgleich mit der Kirche errichtet worden.[9] Das Klausurgebäude wurde als geschlossener Baukörper mit westlicher und östlicher Säulenhalle und mittlerem Durchgang geplant. Bei bauarchäologischen Grabungen wurden im westlichen Raum drei rechteckige Säulenbasen aus Klosterformatsteinen gefunden.[10] Beim südlichen Klausurgebäude handelt es sich um den ältesten Teil der Klausuranlage.[11] In dem als Winterrefektorium genutzten östlichen Gewölberaum mit den drei Säulen aus gotländischem Kalkstein, den Knospenkapitellen und Basen konnte die älteste Form einer Warmluftheizung nachgewiesen werden.[12] Das Refektorium als Speiseraum der Nonnen ist neben der Kirche und den vier Kreuzgängen der einzige erhaltene mittelalterliche Gewölberaum in der Dobbertiner Klosteranlage.

### 14. Jahrhundert

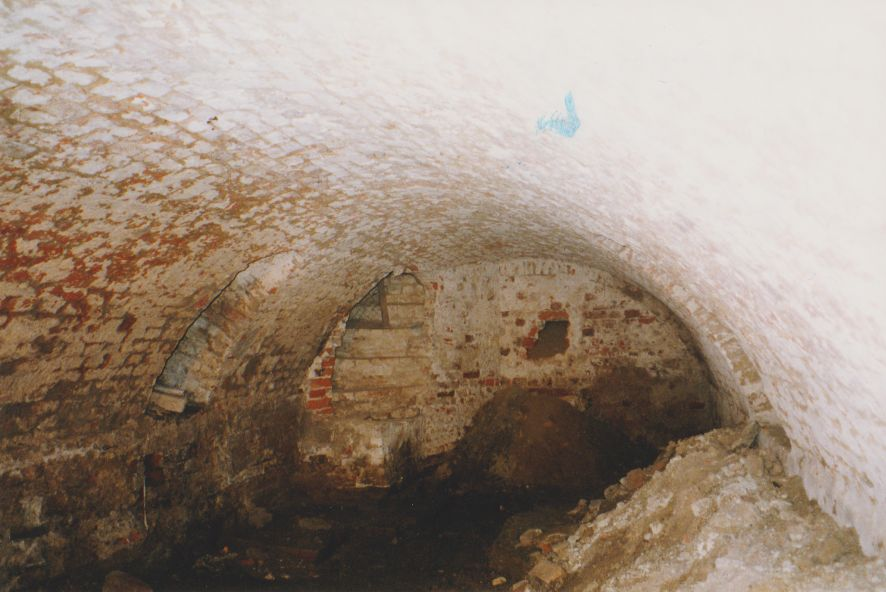
Tonnengewölbe im Keller des westlichen Klausurgebäudes (2004)

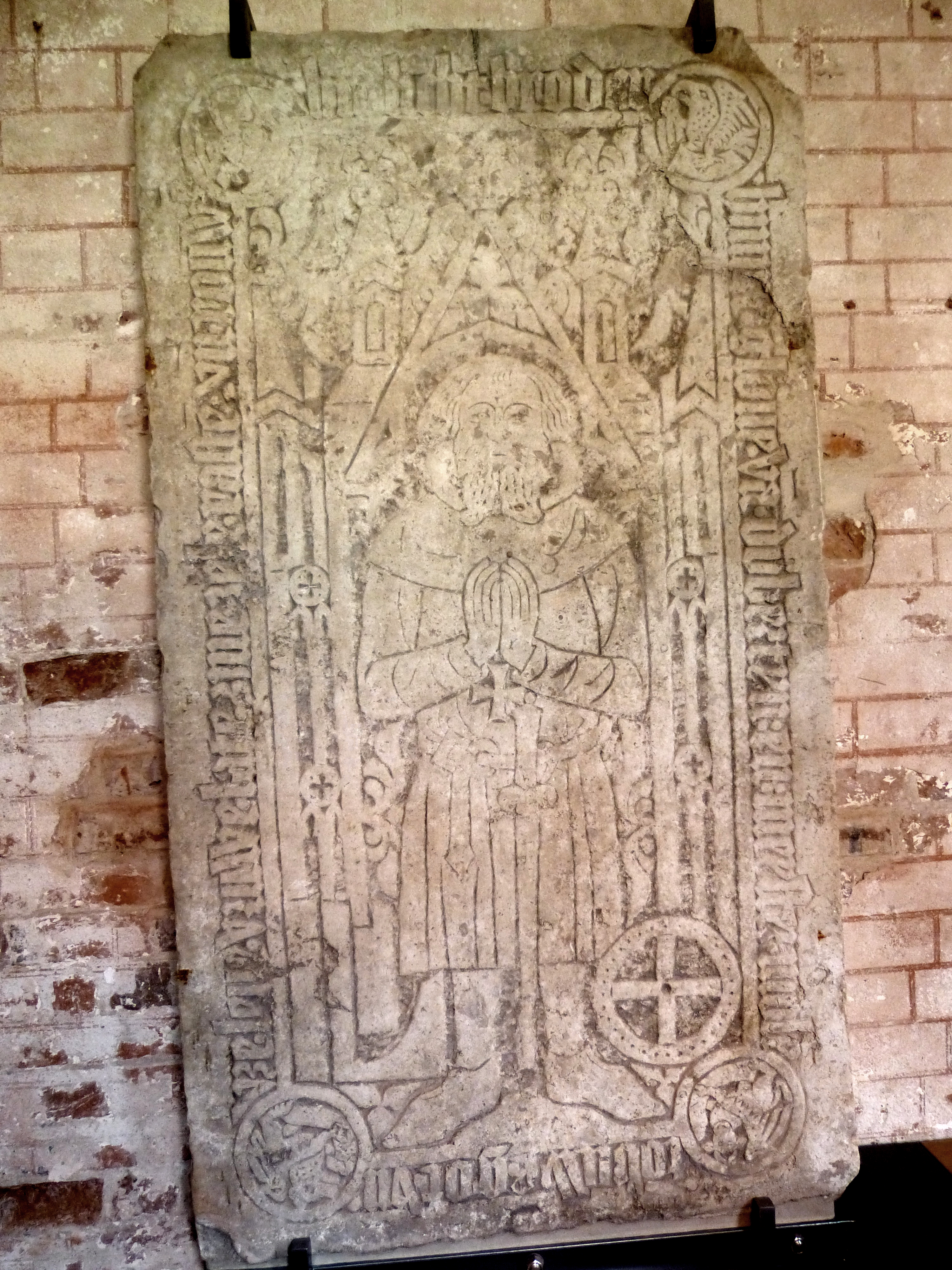
Grabplatte für den Mühlenbauer Hinrik Glove 1371 im südlichen Kreuzgang (2017)

- 1300 beachtenswert sind die figürlichen Malereien beidseitig des Stufenportals im südlichen Kreuzgangflügel. Auf der linken Seite ist Christophorus als überlebensgroße Figur dargestellt. Auf der rechten Seite ist offenbar ein heiliger König mit einem Palmenzweig zu erkennen.[13]
- 1309 Papst Clemens V. bestätigte ein Haus mit Krankensaal dem Kloster Dobbertin.[14]
- 1310 das westliche zweigeschossige Klausurgebäude wurde im frühen 14. Jahrhundert im Anschluss an das südliche Klausurgebäude errichtet. Der dazugehörige Kreuzgang hat 12 Joche.[15] Als einziges Klausurgebäude hat es einen über die ganze Länge des Gebäudes reichenden Keller mit einem Tonnengewölbe.
- 1337 Ersterwähnung einer Wassermühle.[16]
- 1365 das Nonnenkloster bat wegen der Verwüstung seiner Güter und des Verfalls seiner Gebäude den Lübecker Rat wiederholt um Unterstützung.[17]
- 1371 Der Mollen(Mühlen)bauer Hinricus Glove schenkte sein Haus samt Besitz in Dobbertin den Nonnen im Kloster. Seine Grabplatte von 1371 steht heute noch im südlichen Kreuzgang der Klausurgebäude.[18][19][20][21]

### 15. Jahrhundert
- 1410 während der Verlegung der neuen Ver- und Entsorgungsleitungen in der Klosteranlage wurden im Sommer 1998 südlich des ehemaligen 1756 errichteten Klosterhauptmannshaus umfangreiche Gebäudereste freigelegt. Nach bauarchäologischen Untersuchungen des 8 m breiten und über 21 m langen mittelalterlichen Kellers könnte es sich um das ehemalige außerhalb des Klosters gestandene Propsteigebäude handeln.[22]
- 1484 das sogenannte Ritterhaus wurde am 17. November 1484 erwähnt.

### 16. Jahrhundert
- 1520 Priorin Anna Thun und der Klosterkonvent hatten dem Propst Heinrich Möller Geld geliehen, wofür er Hopfen und Malz für die Klosterbrauerei kaufen konnte.
- 1524 Propst Michael Pawli[23] musste Hopfen und Malz kaufen, um auf Johannis die Mauersleute zu löhnen....
- 1586 die vom niederländischen Bildhauer Philipp Brandin gefertigte Sandstein-Tauffünte in der Klosterkirche wurde vom Klosterhauptmann Joachim von der Lühe gestiftet.[24]
- 1592 Errichtung eines Kalkofens durch des Ziegler Valentin Hogede aus Bellin.

### 17. Jahrhundert
- 1603 während der Hexenprozesse saßen Anna Bolten und Anne Ortmann aus Dobbertin im Klosteramtsgefängnis.[25]
- 1606 um die geführten Klagen der Jungfern bei den vielen Mängel in ihren Kammern und Wohnungen abzuschwächen, sollte bis zur Beßerung ihres hauses und schornsteins behutsam mit dem feuer umgegangen werden, damit dem Closter kein Schade zuwachße.[26]
- 1608 bei den Wohnungsvisitationen mit Besichtigung aller Wohnungen der Junffern noch in den Zellen der Nonnen wurde festgestellt, teils fehlten Türschlösser und Fenster, die Öfen und Schornsteine waren kaputt und es gab keine Kellerfenster.[27]
- 1612 ließ der Klosterhauptmann Joachim von Oldenburg das erste Armenhaus für sechs arme Untertanen im Peltzer-Haus zu Dobbertin errichten. Er vermachte dem Armenhaus noch 100 Gulden und der Prediger Enoch Zander sammelte mit dem Klingelbeutel in der Kirche.[28] Mühlenmeister war Hinrich Hardern. Die Holzfenster im Kreuzgange wurden ausgebessert.
- 1621 wurde die Mühle zu Dobbertin verpachtet.[29]
- 1633 in einem Inventarium wurden auf dem Klosteramt beim Hausgeräth alle Wäsche und Geschirr registriert. Auch von der Schlafkammer des Klosterhauptmanns, der Schreibstube, der Amtsküche, der Fischkammer bis zu den Stuben vom Landreiter und dem Bauknecht.[30]
- 1645 am 5. November wurde ein Inventarium der vorhandenen Möbel im Herrenhaus, im Landreiter-Stall, im Brauhaus, Pforthaus, beim Küchenmeister, auf der Schreibstube und im Pfarrhaus erstellt.[30]
- 1649 am 9. Oktober wurde ...der Turm der Klosterkirche nach schwerem Sturm stark beschädigt und große Teile des Daches fehlen...[31]
- 1666 wurde ein Kontrakt zum Kauf eines Hauses zur Übernachtung der Klosterdamen in Güstrow abgeschlossen.[32]
- 1672 durch den Orgelbauer Johann Gade wurde in der Dobbertinschen Closter Kirche eine Orgel eingebaut.[33]
- 1674 der Maurermeister Erdmann baute das Müllerhaus neben der Klostermühle.
- 1675 der Tischler Andreas Fischer und ein Maurer aus Güstrow hatten 11 Tage Arbeit welcher eine Stube im güstrauschen Hauße dem Hoeffe werts verfestigt, damit jemandts darauff logieren könnte. Der Schornsteinfeger aus Güstrow hatte die Schornsteine im Kloster und im Klosteramt zweimal jährlich zu reinigen.[34]
- 1680 ein Feldbrandofen im Kloster, ...auß dem hiesigen Closters Ziegelofen kamen 4600 Mauersteine, die auch 1683 noch nicht vom Herzog in Güstrow bezahlt waren ...[35]
- 1686 Küchenmeister Arendt Kalsow wurde dienstlich gebeten, Mängel in den Zimmern der Jungfern abzustellen, so fehlende Cammer Thüren, Stubenthüren und Fenster flügel und eine gute Melckendte Kuhe zu besorgen.[36]

### 18. Jahrhundert
- 1707 Contract vom 8. November 1707 mit dem Maurer Siegmund Walter zu Dobbertin und dem Küchenmeister Johann Erdmann zu Reparaturen im Closter, der Kirche und den Klosterdörfern. Im Kloster waren die Dächer der Klausur, die Wohnung des Klosterhauptmanns, des Schreibers, die Küche und das Korn Hauß mit Steinen um zudecken. Reparaturen in den Wohnungen von Frl. von Baßewitzen, Frl. von Lützowen, Frl. von Voßen und Frl. von Wedemannen waren vorzunehmen, dazu gab es neben dem jährlichen Lohn noch eine Tonne Bier.[37]
- 1711 am 7. Februar erfolgten durch den Maurer Grahl aus Goldberg Reparaturen in den Räumen der Domina von Finecken oberhalb der Remters im südlichen Klausurgebäude.[38]
- 1712 der erste Bauhof befand sich am südlichen Rand des Klosterparkes, dem Goten Werder. Nach dem Inventarium gab es in der Stube des alten Amtshauses einen alten Tisch aus Tannenholz und eine Eichen-Bank.[30]
- 1717 bei der Visitation am 15. Dezember 1717 vermerkt ... einige hundert Eichen Breite Dach-Spöhne (hölzerne Dachschindel), so zum Kirchen Bau gebraucht werden. Diese Materialien nebst den vorhandenen Kalck so gleich zu den neuen Kloster-Heüsern mit verbrauchet, und die Eichen Spöhne zur Kirchen Capel oder Sakristey, welche sich im Baufälligen Stande befunden emploiret werden.[39]
- 1719 begann der Abbruch drei alter Klosterhäuser in den Obergeschossen der Klausurgebäude.[40]
- 1721 erfolgte ein tiefgreifender Umbau im südlichen Klausurgebäude. Die mittelalterlichen Zellen in den Fräuleinhäusern wurden herunter gebrochen und durch neue qualitätsvolle Obergeschosse mit Eichenholz ersetzt.[41] Als Abschluss erhielten der Süd- und Westflügel zwei hohe Mansarddächer.[42]
- 1723 bei der Visitation am 15. April vermerkt, ...nachdem der Herr Kloster Haubtmann hiesiges Ambts Herr Obristlieutenant von Bassewitz abermahl ein neues Kloster-Haus und zwar bey der Freulein Domina Catharina von Bülow Ihrem Hause hat bauen lassen...
- 1726 erhielt der Maurer Walter für das Ausmauern und Ausweißen der Clostergänge 23 Taler und 8 Groschen.[43]
- 1730 der alte Bauknecht Lorenz hat am 29. September 1730 an den neuen Bauknecht abgeliefert: 5 Bau Sielen, 1 Sattel Kißen, 4 Bohren, 2 Zugmesser, 1 Axt, 1 Beil, 2 Stackelforken, 1 Misthacke, 1 Hand Säge, 3 fertige Bau Wagens, 3 Halters, 3 alte Tüders, 1 Theer Bütt, 2 Holtz Ketten.[39]
- 1736 erfolgte der Bau des eingeschossigen Damenhauses VI mit Krüppelwalmdach.[44]
- 1737 nach dem Protocollum vom 5. Juli 1737 über die Untersuchungen des Bauzustandes der Häuser des Hoch-Adelichen Closters Dobbertin hatten sich die Landtagsdeputierten der Ritter- und Landschaft am 4. Juli 1737 im Kloster und im Dorf Dobbertin selbst umgesehen und vermerkt ...findet sich mitten auf dem Platz das alte sogenannte Herren- oder Provisoren Hauß, so ganz und gar verfallen und unbrauchbar .. darauf folget das Brau- und Gärtner Hauß unter einem Dache, ferner das Thor Hauß und des Kloster Haupt Mannes alter Pferde-Stall und Wagen-Schauer ...[45] Nachdem Bauhof, dem Backhaus und dem Gefängnis wurden noch die Damenhäuser besichtigt. Der Klosterhauptmann Joachim von Bassewitz hatte während seiner Amtszeit von 1709 bis 1744 schon 17 von 25 Damenwohnungen bauen lassen.[46]
- 1742 im eingeschossigen östlich am Kirchenchor stehende fast 50 m lange Backsteingebäude mit Krüppelwalmdach, dem heutigen Damenhaus VIII, wurden drei Wohnungen eingerichtet.[47]
- 1745 ab 27. März 1745 erfolgten Reparaturen an den Wohnungen von Plessen und von Bassewitz.
- 1746 im Protocollum zur Fertigstellung Brau- und Brennhaus vom 28. Juni 1746 wurde das 111 Fuß (34,85 m) lange und 43 Fuß (13,50 m) breite Backsteingebäude durch den Maurermeister Finckenwirth mit Consorten errichtet.[48] Fälldaten des Kiefernholzes vom Dachstuhl und der Eiche des Außenfachwerkes sind von 1744.[49][50] Der Bau des neuen Pferdestalls für den Klosterhauptmann, der nach der Sicherung und Sanierung von 2003 bis 2005 heute als Therapie- und Freizeitzentrum genutzt wird, wurde 1746 vollendet. Die Fälldaten des Kiefernholzes vom Dachstuhl sind von 1745 und der Eiche vom Südgiebel von 1746.[51] Bau des eingeschossigen nördlich der Klosterkirche stehenden Damenhauses XI mit Krüppelwalmdach für zwei Damen. Während der Sanierung 2005 dort freigelegte farbige und dekorative Deckenbemalungen belegen die damalige hohe Wohnkultur.[52]
- 1747 Beginn der Restauration auf der Nonnenempore unter Provisor Jobst Hinrich von Bülow auf Woserin.
- 1749 die Arbeiten an der Nonnenempore auf der Oberkirche waren Weihnachten 1749 vollendet. Kauf eines Hauses von Christoph Sadler in Güstrow nahe am Pferdemarkt zur Übernachtung der Klosterdamen während ihres Besuches der Stadt.[53]

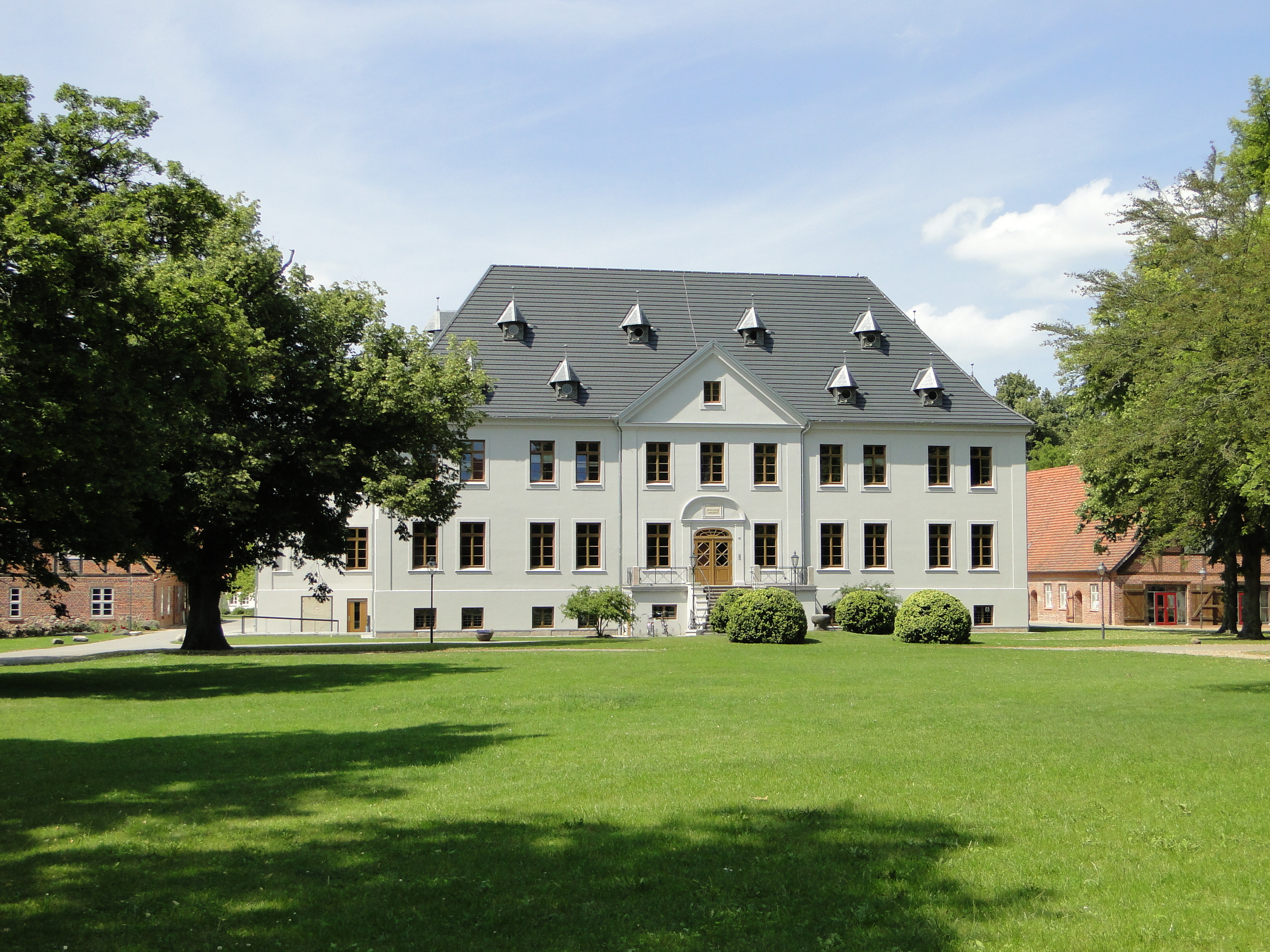
1751–1756 als Neues Amtshaus errichtetes Klosterhauptmannshaus (2017)

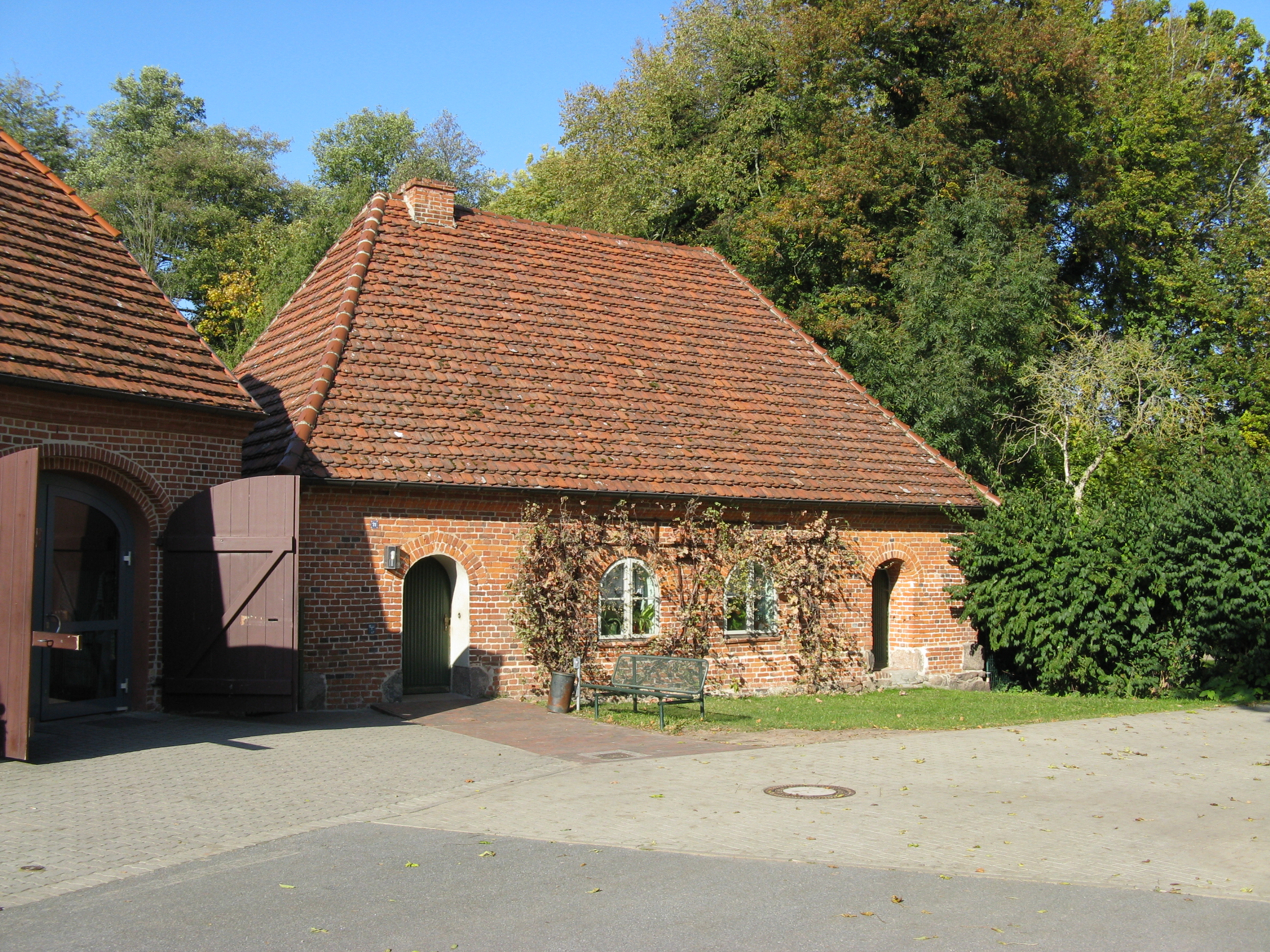
Pforthaus (2017)

- 1751 in dem erstellten Inventarium zum Klosteramt wurde auch vermerkt: im Hauptmannshaus 14 Betten, davon Amtsmädchen 2 Betten, Provisoren 3 Betten, Diener 2 Betten, in des Küchenmeisters Hauses 9 Betten, Amtsschreiber 3 Betten, im Brau- und Brennhause 3 Stuben zu 4 Betten.[54] Mit dem Amtshaus wurde begonnen. Zu administrativen Zwecken und als Dienstwohnhaus wurde es mitten in die backsteinprägende Klosteranlage gebaut und fällt besonders durch seine Putzarchitektur und solitäre Gebäudestellung auf.[55]
- 1753 wohnten im Armenhaus 14 arme Leute.
- 1754 für das Neue Amtshaus kamen von der klostereigenen Ziegelei in Mestlin 1200 Mauerziegel.
- 1756 wurde das Neue Amtshaus, auch Klosterhauptmannshaus genannt, vollendet. Die im Portal befindliche Schrifttafel weist auf die Bauzeit von 1751 bis 1756 hin, die Inschrift lautet Der Herr segne Dich und behüte dich. Am Bau des Neuen Amtshauses waren Handwerker aus ganz Mecklenburg tätig. Der Steinhauer Wulff aus Wismar versetzte die Steinblöcke an den hochliegenden Kellern und die Treppenstufen am Südportal. Alle Türschlösser, Griffe und Fensterbeschläge brachte der Kunstschlosser Bremer aus Teterow mit. Die große Amtsuhr und die kleineren in den Amtsstuben fertigte der Güstrower Uhrmacher Nicolaus Christian Voß.[56] Das Alte Amtshaus sollte zu zwei Fräulein-Wohnungen umgebaut werden.[57]
- 1757 am 11. November 1757 vernichtete durch Unvorsichtigkeit des Tischlers ein Brand das Pforthaus mit der Werkstatt.[58] das Dobbertiner Amts-Archiv wurde in transportablen Schränken in dem guten Zimmer des Neuen Amtshauses durch Secretario Haase in gehörige Ordnung gesetzt.[59] die Provisoren-Stuben erhielten Gardinen.
- 1758 für das Neue Amts-Korn-Hauß, das heutige Technikgebäude, kamen die Mauersteine aus der klostereigenen Ziegelei in Mestlin.
- 1763 der Maurermeister Sasse aus Plau hatte die Konventualinnen-Häuser und die Küchenmeister-Wohnung mit Kalk zu weißen und Dächer zu reparieren.
- 1766 Konditor Martin Conrad Jacobs in Güstrow vermietete bis 1772 in seinem Haus ein Zimmer für die Konventualinnen und ein Zimmer für die Mädchen sowie Ställe für Pferd, Wagen und Kutscher.[60]
- 1770 bis 1772 erfolgten tiefgreifende Umbauten im Obergeschoss des südlichen Klausurgebäudes.[61] Die Einschreibung der Kloster-Gebäude in die Brandkasse wurde noch ein Jahr ausgesetzt.[62]
- 1774 auf dem Landtag bedauerte man sehr, dass die Klostergebäude in einen solchen Verfall geraten und auch mit weiteren Kosten nicht zu ersetzen waren.[63]
- 1775 der Bau eines neuen Wohnhauses im Kloster wurde genehmigt, damit jüngere adlige Fräuleins nicht außerhalb des Klosters wohnen müssten.[64]
- 1776 an der Klosterkirche sollte man Veränderungen vornehmen, die Kosten auch für den Turmbau sollten aus der Klosterkasse gezahlt werden.[65]
- 1780 die Klosterkasse gestattete es nicht, einen neuen Bau vorzunehmen. Das baufällige Haus blieb solange erhalten, bis die Umstände im Kloster einen neuen Bau erlaubten.[66]
- 1790 nach dem Plan und Verzeichnis der Gebäude des Klosters und Dorfes Dobbertin war 1790 der 110 Fuß lange und 42 Fuß breite Pferdestall mit massiven Wänden schon ausgeführt worden.[67][68] Im Inventar des am 1. November 1790 verstorbenen Klosterhauptmanns Kammerjunker Hans Friedrich Christian von Krackewitz befanden sich auch eine große viersitzige mit grünem Plüsch ausgeschlagene Kutsche und ein Holsteinscher Wagen mit drei in Leder beschlagenen Bänken. Für den Winter waren noch zwei Schlitten mit 20 Stück Schellen als Schlittengeläut vorhanden. Südöstlich neben dem Pferdestall befand sich das 36 Fuß lange und 30 Fuß breite Amtsschreiberhaus.
- 1792 der Bau der neuen Klosterhäuser wurde auf das kommende Jahr verschoben.[69]
- 1793 nach dem viel Unheil angerichteten Windsturm mit Hagelschlag hatten die Herrn Kloster-Vorsteher entschieden, welche Bauten im bevorstehenden Jahr notwendig waren.[70]
- 1796 dem Maurer wurden zu seinem Jahresgeld Zulagen genehmigt, weil in mehreren erbauten Häuser kleinere Reparaturen erfolgen sollten.[71]
- 1797 die Anlegung der neuen Wohnhäuser im Kloster Dobbertin erfolgte mit Genehmigung des Landtages. Durch die neuen Auf- und Abfahrten auf die Höfe hinter den Damenhäusern brauchte das angefahrene Brennholz zu den Ställen nicht mehr durch die Wohnung getragen werden.[72]

### 19. Jahrhundert
- 1802 aus den Landtagsprotokollen: Alle Klosterwohnungen und Amts-Gebäude waren massiv auszuführen.[73] Wegen der Erbauung neuer Conventualinnen-Häuser und dem neuen Küchenmeister-Haus könne man die Genehmigung für den Auftrag nicht versagen.[74]
- 1803 trotz reger Bautätigkeit wurden einige Bauwerke zurückgestellt, da das Seeufer zuvor mit einem Bollwerk, der heutigen Ufermauer, versehen werden musste.[75] Für den genehmigten Bau von 6 Klosterwohnungen darf ein gesondertes Pferdegespann mit Wagen für die erforderliche Fuhren angeschafft werden. [20][76]
- 1805 erfolgte eine vorgeschlagene Veränderung von drei Damen bewohnten Häusern durch Ableben und Umzug auf 2 Wohnungen.[77]
- 1807 am 4. August berichtete der Klosterhauptmann August Friedrich von Lowtzow auf Klaber dem Engeren Ausschuss, dass bei einem sehr heftigen Gewitter am 27. Juli der Blitz in den hiesigen Kirchturm einschlug und einige Beschädigungen am Holz- und Eisenwerk und dem Mauerwerk anrichtete.[78]
- 1808 das eingeschossige Haus 4 mit drei Damenwohnungen wurde ab Sommer 1808 nach dem Plan des Zimmerermeisters Plog mit Krüppelwalmdach und Fledermausgauben errichtet.[79] Nach dendrochronologischen Untersuchungen wurde das Kiefernholz für die 40 Sparrenpaare im Dachwerk im Winter 1807 gefällt.[80][81]
- 1811 erfolgte der Bau eines neuen Stallgebäudes von 124 m Länge für die Damenwohnungen am Ostufer des Dobbertiner Sees, die heute nicht mehr vorhanden sind.[82] Am 26. Juli 1811 erfolgte durch den Prediger Samuel Hoppe eine Bestandsaufnahme des vorhandenen Inventars in der Klosterkirche.
- 1814 durch leer stehende Wohnungen von Konventualinnen, die sich außerhalb des Klosters aufhielten, wurden nur noch notwendige Bauten genehmigt.[83]

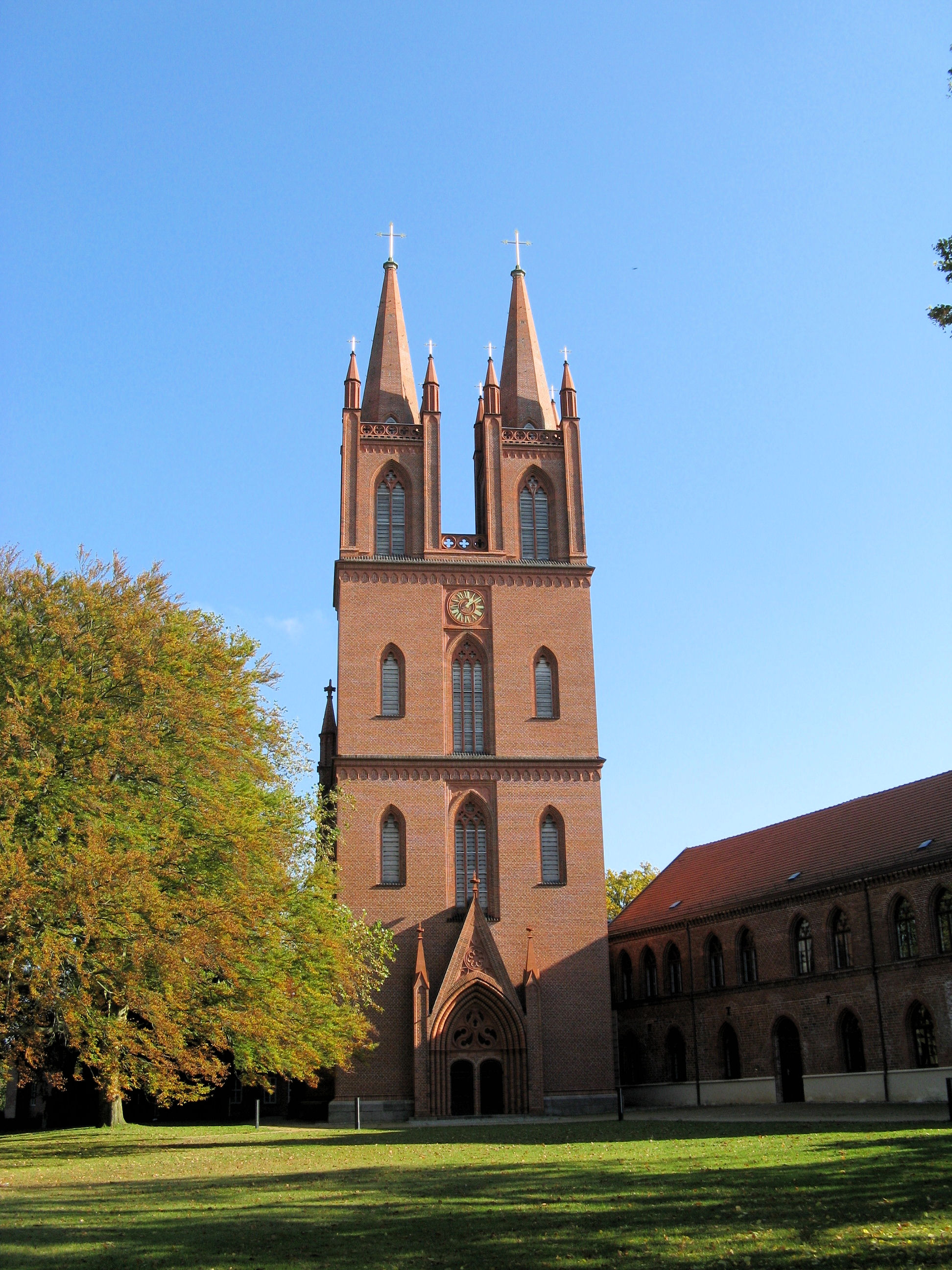
Klosterkirche mit Doppelturmanlage (2017)

- 1823 der Bau eines Glockenturms auf der Kirche zu Dobbertin wurde einstweilen noch ausgesetzt.[84]
- 1824 begann der Bau eines Samenhauses zur Auferziehung von Tannenzapfen im Klosterforstamt.
- 1825 Georg Adolph Demmler erhielt am 9. Februar den Auftrag zum Turmbau nach Schinkels Plänen.
- 1828 die neue Parkgestaltung unter Klosterhauptmann Christian Georg Ferdinand von Raven erfolgte durch Gärtnermeister Pech.
- 1829 mit dem Bau der Doppelturmanlage an der Klosterkirche wurde begonnen.
- 1834 erfolgte der Bau eines neuen Wohnhauses für Amts-Jäger und Amts-Actuarius.[85]
- 1835 die seit Jahren verfallenen und leer stehenden drei Konventualinnen-Wohnungen sind in den nächsten Jahren wieder zu zwei Wohnungen herzustellen.[86]
- 1836 der Landtag mahnte die Klostervorsteher, endlich mit dem Ausbau der verfallenen Wohnungen für die Konventualinnen zu beginnen.[87]
- 1837 der Bau der Doppelturmanlage der Klosterkirche wurde vollendet. Die originale gusseiserne Inschriftentafel befindet sich heute in der Turmvorhalle über dem Eingang zum Turmaufstieg mit der Inschrift: ...die Ausführung vom Landbaumeister Demmler in Schwerin, Retzloff Maurermeister des Klosteramtes. Die Schrift war vergoldet gewesen.[88] Der Bau der beiden leer stehenden Fräulein-Wohnungen war erst nach dem Bau des Klosterturmes möglich.[89] Die Zeichnungen, Materiallisten und Kostenanschläge lieferten der Amtsmaurermeister Retzloff und Zimmerermeister Oustwin.[90]

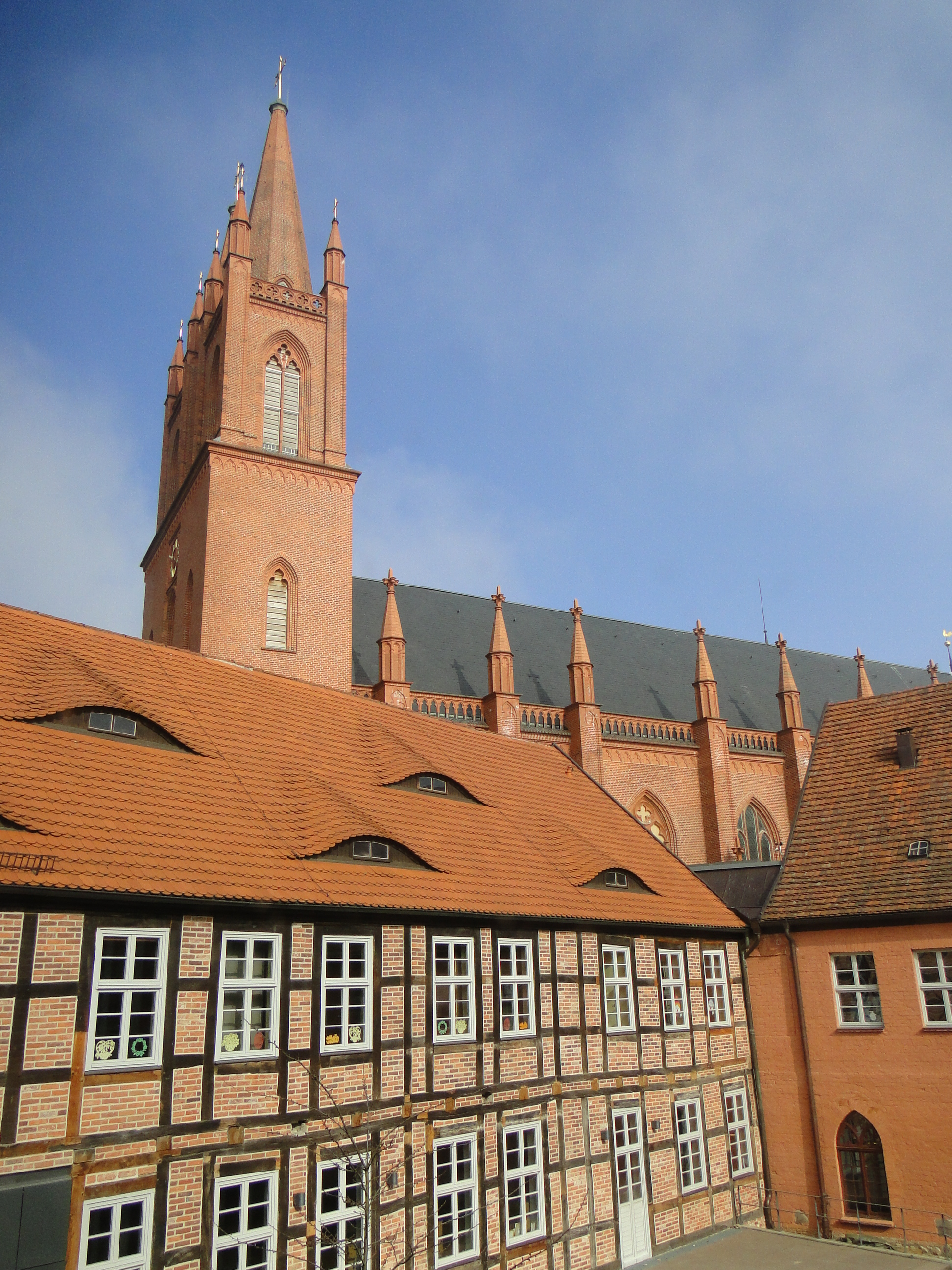
Fachwerkfassade des nördlichen Klausurgebäudes (2018)

- 1838 genehmigte der Landtag den Ausbau der an den neuen Turm angrenzenden Klosterwohnungen im nördlichen Klausurgebäude in vorgeschlagener Art.[91]
- 1839 der Um- und Ausbau der Klosterkirche wurde nach den vom Hofbaumeister Demmler am 22. September 1839 vorgelegten Risse und Zeichnungen zur äußeren Kirchenrestauration genehmigt, der Bau sei in möglichst kurzer Zeit zu vollenden, um den Gottesdienst nicht auf lange Zeit zu unterbrechen. Weitere empfohlene neue Klostergebäude sind von einem sachkundigen Mann nach einem bestimmten Plan, der sämtliche Gebäude umfasst, zu entscheiden.[92] Auf den neuen Damenwohnungen sind eiserne Dach-Fenster wie beim Amts-Jäger-Haus an zubringen.[93] Die Restauration der Treppe vor dem hiesigen Amts-Hause erfolgte.[94]

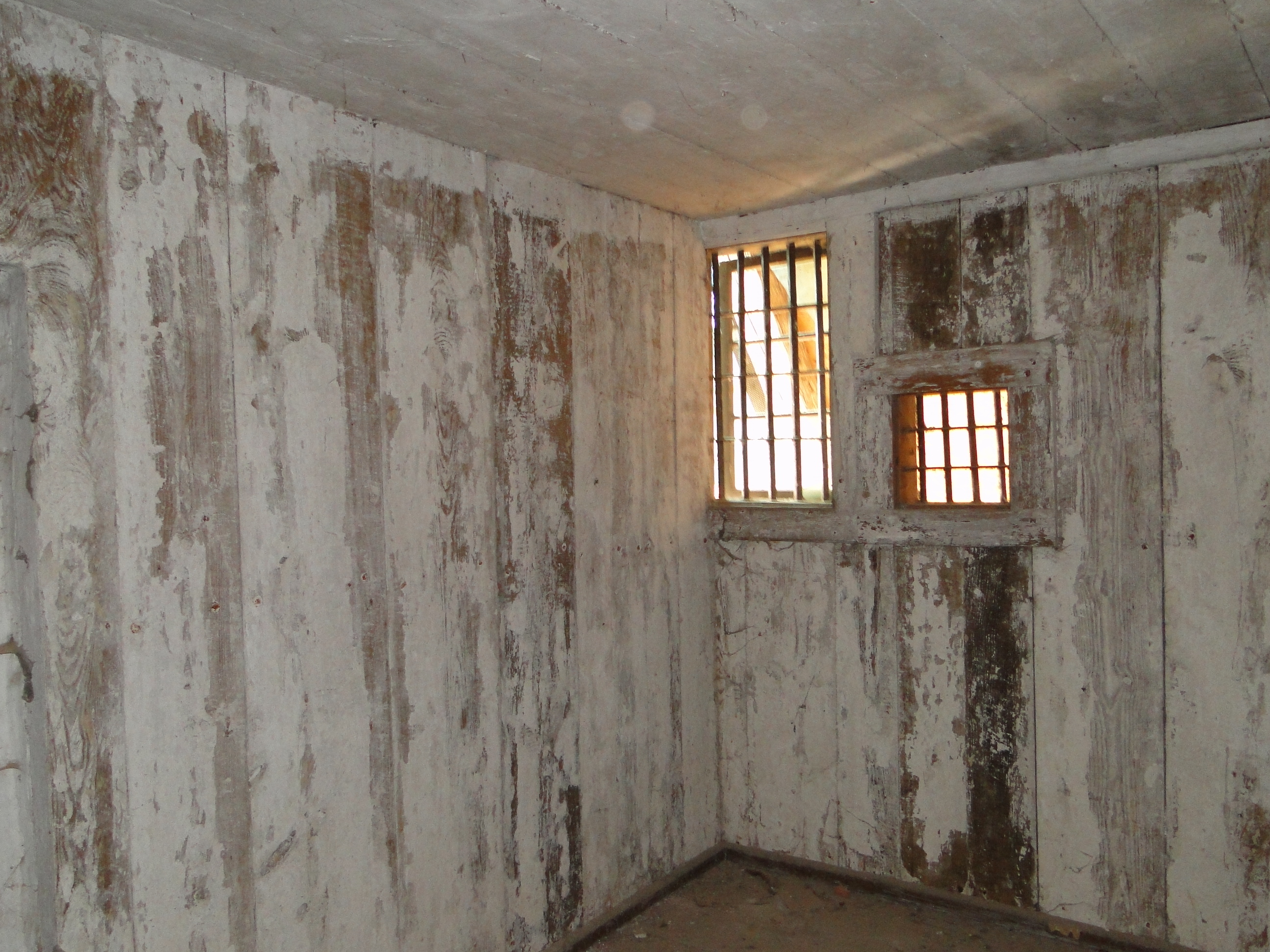
Gefängniszelle von 1846 im Brau- und Brennhaus (2017)

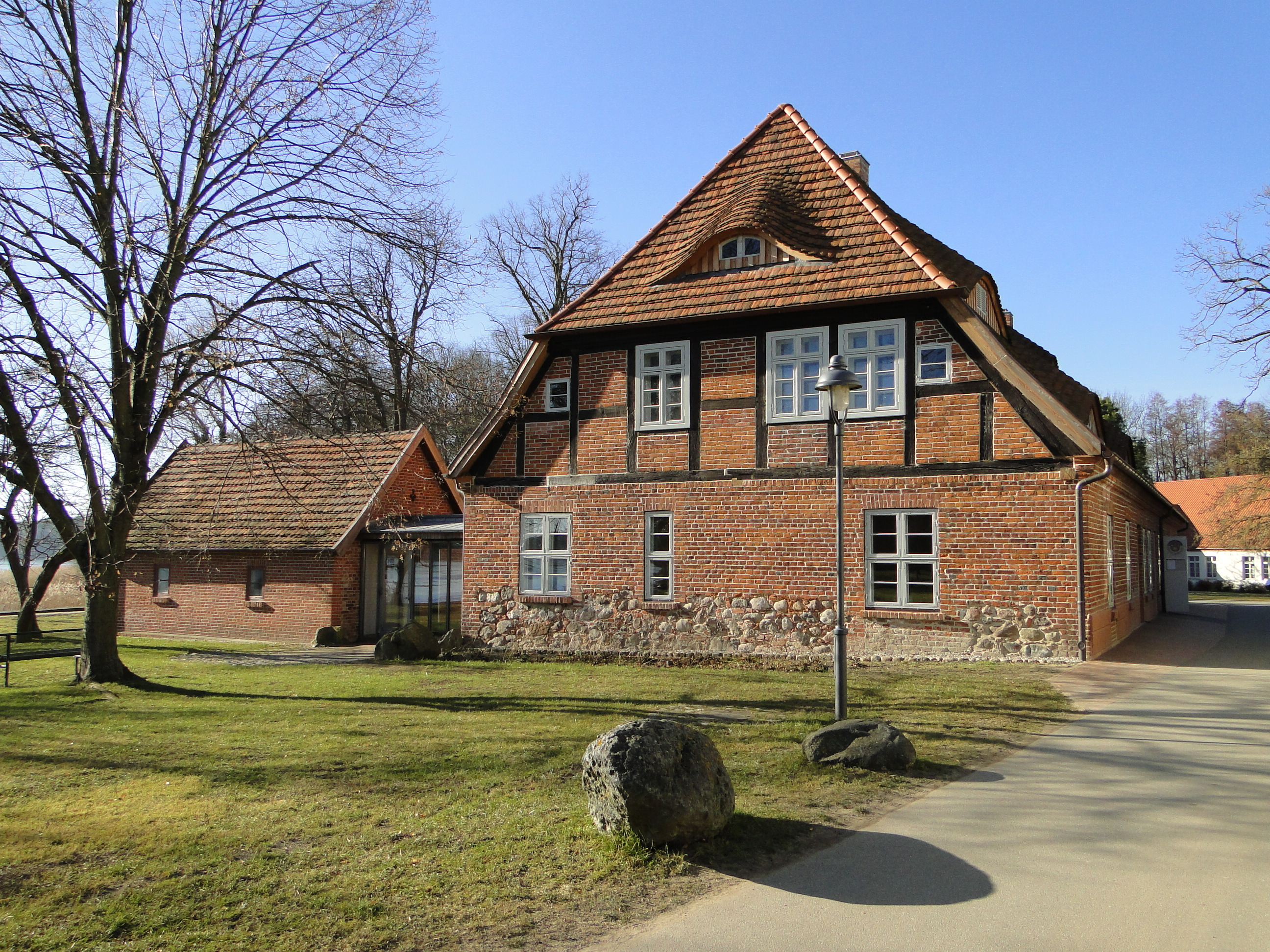
Brau- und Brennhaus (2017)

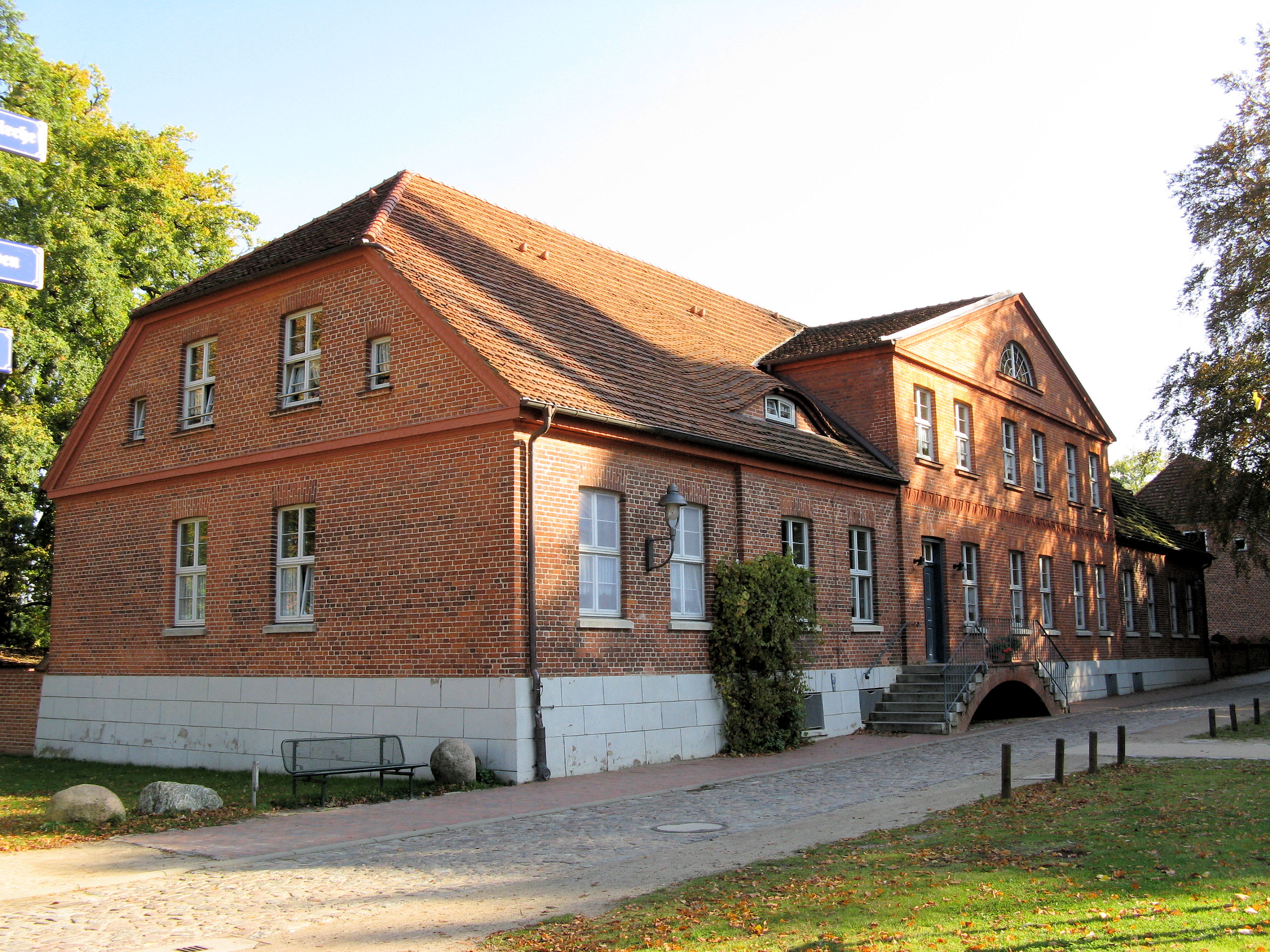
Küchenmeisterhaus (2017)

- 1840 die Criminal-Gefängnisse im Hause des Gerichtsdieners Hoefke wurden eingerichtet und gut ausgeführt. Sie waren zwar nicht ausdrücklich bewilligt worden, doch die neue Criminal-Gerichts-Ordnung duldete keinen Aufschub.[95][96] Der Ausbau der Klosterkirche zu Dobbertin hatte mit der äußeren Restaurierung begonnen.[97]
- 1841 wurden Neu- und Umbauten an Klostergebäuden nach vorgelegten Plänen einschließlich der Rasenflächen zwischen der Kirche und dem Klosterhauptmannshaus durch den Landtag genehmigt.[98]
- 1843 der Bauplan zum Umbau des bisherigen Brennereigebäudes zu Wohnungen für drei klösterliche Diener wurde auf dem Landtag genehmigt. Zur Verschönerung des Platzes mit freier Sicht auf die Kirche und den Dobbertiner See sollten ältere Gebäude abgetragen werden, darunter auch das alte Spritzenhaus.[99] Das Honorar von 100 Thalern für den Hofbaurath Demmler beim Turm- und Kirchenbau in Dobbertin wurde genehmigt.[100]
- 1844 der Bau der Scheune und des Waschhauses auf dem Amts-Bauhof war vollendet.[101]
- 1845 das neue Spritzenhaus mit Krüppelwalmdach und massiven Wänden wurde neben dem Pforthaus und dem ehemaligen Amtskornhaus errichtet.[102][103] Der Bau des neuen Küchenmeisterhauses mit Zwerchgiebel und Putzfries als laufender Hund wurde bis auf Kleinigkeiten vollendet.[104] Bis 1852 wohnte und arbeitet dort trotz seiner Erblindung der Küchenmeister Johann Christoph Friedrich Behrens als leitender Finanzbeamter des Klosteramtes.[105] Beim Fundament des südlichen Giebels, der auf Moorboden steht, gab es Probleme und Risse, die 1864 zu einer gründlichen Reparatur mit Kontrabögen führte.[106] Das Local-Committee hatte bei der Besichtigung den Vorschlag unterbreitet, man möge das vormalige Küchenmeisterhaus zur Verschönerung des Platzes und der freien Aussicht auf die Kirche ganz wegnehmen. Doch da die dort wohnenden Damen noch nicht abgängig waren, blieb es stehen, auch heute noch als Haus XI.[107] Ab 1948 wohnten im Dachgeschoss Familien und im Erdgeschoss befand sich bis 1990 die Verwaltung der Außenstelle der Bezirksnervenklinik.
- 1846 wurden im Dachgeschoss des bisherigen Brennhauses Gefängniszellen eingebaut.[108] Auf dem Landtag wurde dazu entschieden: Es scheint zweckmäßig zu sein, die beim Umbau des Brennhauses darin anzulegende Gefängnisse so zu projektieren und ein zurichten, dass sie wenigstens nicht alle nebeneinander situiert sind, um durch ihre Trennung die Communication der Inhaftierten unter einander zu vermeiden.[109][110] Der Bau des neuen Spritzenhauses wurde 1846 vollendet und später als Remise genutzt.
- 1847 erfolgte der Bau eines kleinen Gebäudes im Klosterinnenhof zur Aufstellung einer Zeugrolle, als Rollhaus 14 Fuß breit, 20 Fuß lang.[111] Bei den archäologischen Grabungen während der Tieferlegung des Innenhofes wurden dort Stecknadeln gefunden.
- 1849 erfolgte der Bau eines Waschhauses nebst Stall.
- 1851 am 18. November 1851 war die Klosterkirche in ihrem Äußeren völlig hergestellt.[112]
- 1854 im Amtshaus waren verschiedene Reparaturen notwendig, bevor der künftige Klosterhauptmann Otto Julius Freiherr von Maltzan Ende Juni die Amtsgeschäfte übernahm.[113] Heinrich Thormann aus Wismar hatte die Bauleitung,[114]
- 1857 erfolgte der Bau eines Pferdestalls auf dem Dobbertiner Amts-Bauhof.[115] Am 11. Oktober 1857 erfolgte die feierliche Wiedereinweihung der Klosterkirche.[116]
- 1858 baute man ein kleines Wachhaus hart am Klosterplatz zum Schutz der Nachtwächter bei schlechtem Wetter. Zehn neue kleine Stallungen für das Vieh der Konventualinnen entstanden hinter deren Häusern am Dobbertiner See.[117] Renovierung des westlichen Kreuzganges, als Beleg die Jahreszahl 1858 auf einem Schlussstein.
- 1860 der Bau von zwei neuen Häusern für je zwei Klosterdamen sollte für den Abbruch des baufälligen Fachwerkhauses vor dem jetzigen Dominagiebel erfolgen. Nach Kritik auf dem Landtag am 15. November 1860 zu Malchin erfolgte eine Änderung des Entwurfs mit einem Neubau von drei Damenwohnungen auf zwei Etagen, dem heutigen Haus X.[118] Der Bau von zwei massiven Stallgebäuden war vollendet.
- 1861 das neue Damenhaus X. war nach Entwürfen des Güstrower Baumeisters Rudeloff erst bis zur Höhe der Kellerwölbung aufgemauert worden.[119] Die Anpflanzung von 40 Stück Linden zur Auffahrt ins Kloster, der heutigen Lindenstraße, erfolgte durch den Amtsgärtner Pech. Anlegung von Amtsgärten mit Eintragung der Namen der Konventualinnen nach dem Plan von den neuen Damen Gärten.[120] Heute befinden sich dort die Werkstätten für Behinderte sowie die neuen Großküche mit Speisesaal.
- 1862 erfolgte der Wiederaufbau des alten Pforthauses. Hinter der Eingangstür fand man während der Sanierung 1994 an einem Gurtbogen ein mit Bleistift geschriebenen Text des Glasergesellen Hans Höning von 1863 und eines Glasermeisters aus Ribnitz von 1864.[121]
- 1863 erfolgte der Ausbau des Dachgeschosses von Haus VI mit Dachgauben.
- 1864 wurde mit dem Bau des neuen Damenhauses II in zweifarbiger Ziegelbauweise mit Vollwalmdach und englischer Schieferdeckung begonnen. Nach Schwierigkeiten mit dem Baugrund bei der teilweisen Unterkellerung zog man den Wasserbaumeister Garte aus Parchim zu Rate. Der Weiterbau erfolgte erst 1866.[122] Das Damenhaus X wurde vollendet.
- 1865 das reparaturbedürftige Küchenmeisterhaus wurde zurückgestellt.[123]
- 1866 die Fundamente des Küchenmeisterhauses wurden neu befestigt. Der Bau des Damenhauses II mit zwei Wohnungen ging auf Anraten des Landbaumeisters Theodor Krüger aus Schwerin nun weiter.[124]
- 1867 die Risse und Zeichnungen zum neuen Damenhaus fertigte der Zimmerermeister Dreyer, die Begutachtung und Prüfung erfolgte durch den Rostocker Baumeister Studemund.[125] Der Wagenschauer auf dem Klosterbauhof wurde fertig gestellt.[126]
- 1869 der Bau des neuen Damenhauses II wurde vollendet[127] und von zwei Damen bezogen.[128]
- 1870 der Gemüse- und Kartoffelkeller im Amtsgarten des Klosterhauptmanns war 1871 ohne Überwölbung fertig gestellt worden, da sonst eine Balkenlage durch den Dunst sehr bald der Fäulnis verfalle.[129]
- 1871 zur Beaufsichtigung der Bauten und Reparaturen wurde der Maurermeister Reincke aus Friedland eingestellt und zu seinem Transport im Klosteramt ein Reitpferd gehalten.[130]
- 1873 der Abbruch baufälliger und nicht mehr bewohnbarer Damenhäuser erfolgte durch die Klosterhandwerker mit dem Amtsmaurermeister Retzloff und dem Amtszimmerermeister Dreyer aus Dobbertin.
- 1875 der Bau des Damenhauses über zwei Etagen mit flachem Schieferdach, heutige Haus VII, wurde 1876 vollendet.[131] Das Dach wurde mit englischen Schieferplatten eingedeckt. Während der Sanierung 2011 wurde im Dachstuhl eine Schieferplatte mit eingeritztem Lieferschein in englischer Sprache geborgen.[132]

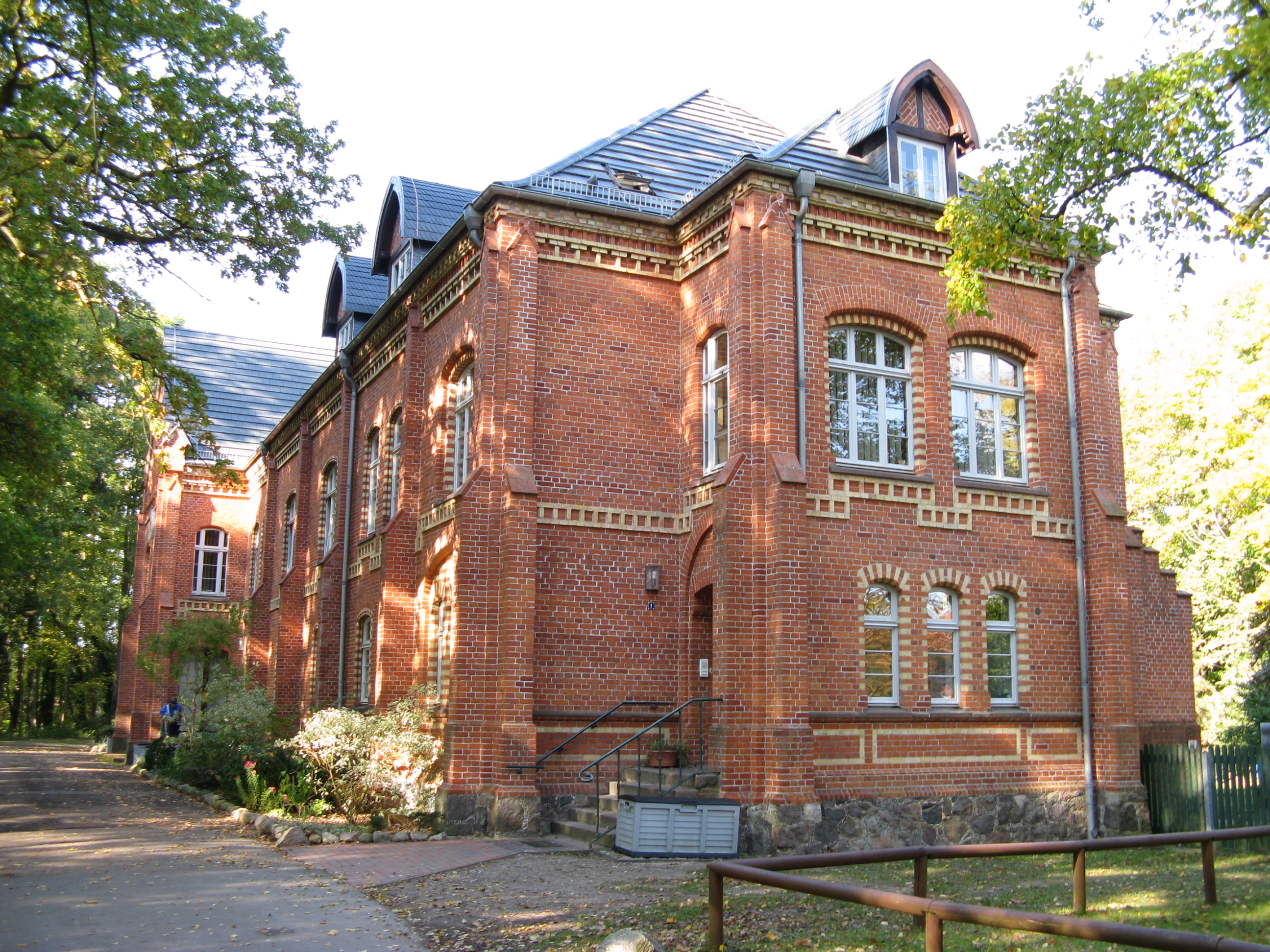
Damenhaus (2017)

- 1876 die drei Damenwohnungen, das heutige Haus I, wurden durch Architekt und Landbaumeister Paul Dreyer aus Schwerin entworfen und 1877 vollendet.[133] Der Ausbau des Refektoriums zur Damenwohnung wurde zurückgestellt, da drei Damenwohnungen und der Kreuzgang betroffen wären.[134]
- 1878 das neue Damenhaus unter Dach gebracht.[135]
- 1880 erfolgte der Abbruch des Fachwerkgebäudes südöstlich des Kreuzganges, der neue Anbau durch Baukondukteur Gustav Hamann wurde 1882 vollendet. Für die Konventualinnen konnte eine Warmbadeanstalt mit zwei Badezellen und zwei kupfernen Wannen errichtet werden.[136][137]
- 1882 der Anbau an der südlichen Ecke des Kreuzganges und die Warmbadeanstalt wurden vollendet.[138][139]

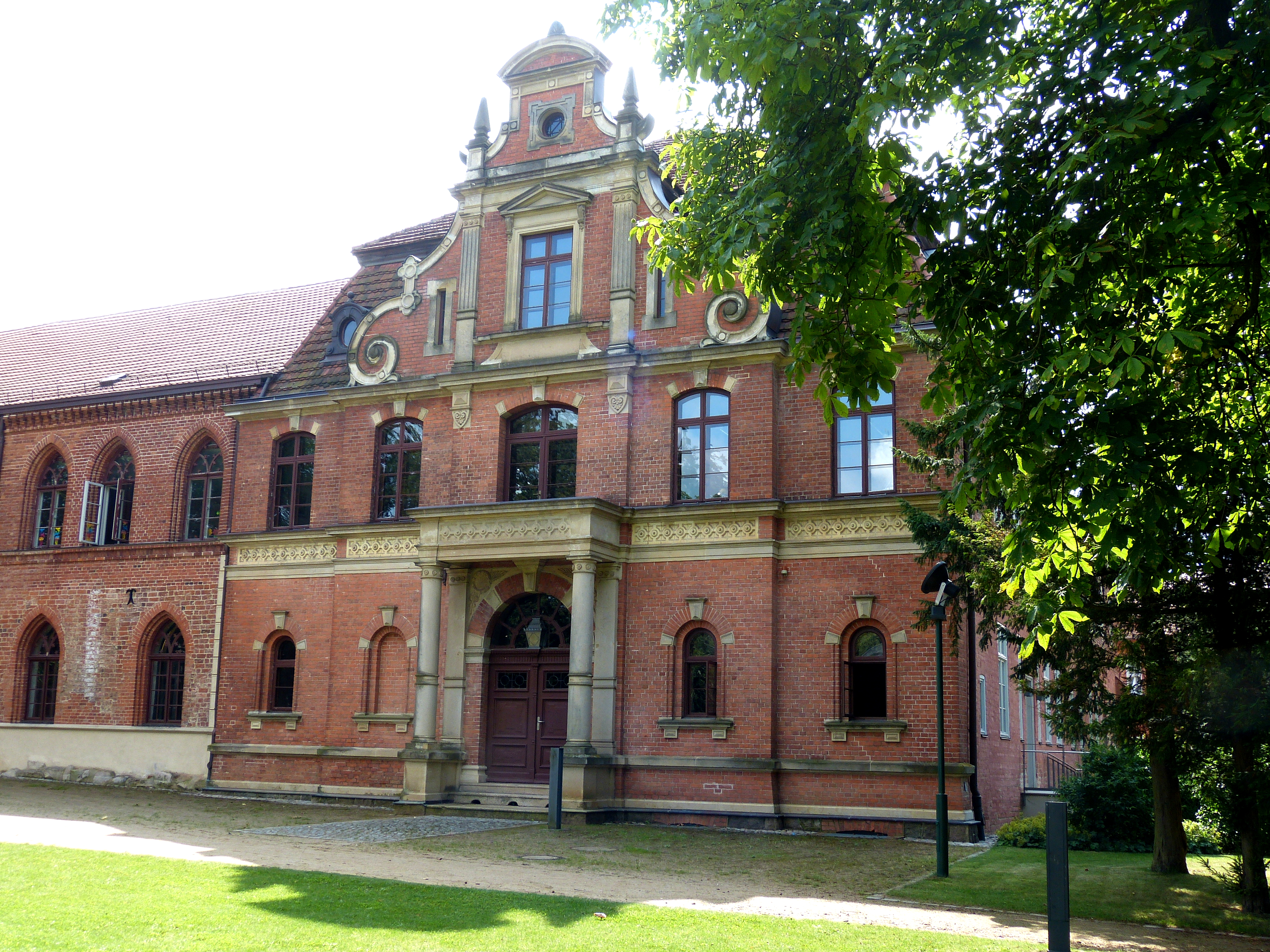
Renaissancegiebel Dominahaus (2018)

- 1884 das Haus der Frau Domina war so baufällig und weitere Reparaturen kaum möglich, daher sollte ein Umbau der Dominawohnung erfolgen. Auch der äußere Zustand war dem Kloster nicht würdig genug. Der Geheime Oberbaurat Georg Daniel aus Schwerin wurde mit der Anfertigung der Anschläge, Risse und Zeichnungen beauftragt.[140]
- 1885 mit dem Umbau der Dominawohnung wurde begonnen, der neue Schmuckgiebel Dominagiebel gleicht dem am Herrenhaus Bernstorf, den auch Daniel baute.
- 1886 der Ausbau der Dominawohnung mit dem Chorsaal, dem späteren Konventsaal mit der Ahnengalerie, wurde vollendet. Sämtliche Räume waren mit viel Geschmack und Acouratesse ausgebaut worden, so fand die Local-Committee zu Monituren auch keine Veranlassung.[141][142]
- 1888 auf dem Klosterbauhof wurde eine Strohscheune errichtet.[143]
- 1895 der Neubau des Damen-Eiskellers wurde nur 159,10 Mark teurer.[144]

### 20. Jahrhundert
- 1904 wurde im Frühjahr die Straße zum Kloster auf einer Länge von 317 m als Neudämmung gepflastert, durch das Local-Committee des Landtages besichtigt und für ordnungsgemäß hergestellt befunden.[145]
- 1906 erfolgte der Anbau am westlichen Giebel des Amtshauses zur Schaffung eines zweiten Fluchtweges im Brandfall, da im großen Haus nur eine hölzerne Treppe in das obere Stockwerk führte.[146] Einige Formsteine der Fialtürme auf den Umfassungsmauern der Klosterkirche waren stark verwittert und fielen bei stürmischen Wetter auf die Straße.
- 1907 wurde der Amtshaus-Anbau vollendet.[147] Die Klosterdamen forderten den Bau einer Wasserleitung, da die Wasserverhältnisse seit längerer Zeit äußerst mangelhaft waren. Die Pumpen seien vom Hygienischen Institut in Rostock als gesundheitsschädlich erkannt worden.[148]
- 1914 der Kostenanschlag, das Projekt und die Vorarbeiten für Wasserleitung, Kanalisation und Installation waren vollendet. Dem Klosterbauhof fehlten durch den Krieg Arbeitskräfte sowie Unterkünfte für Tagelöhner.[149]
- 1915 der Wasserleitungsbau wurde wegen fehlendem Material und Arbeitskräften erst nach dem Kriege möglich.[150] Dorfschulze Duncker weigerte sich, den Pastor Weinreben ständig vom Pfarrhaus zur Kirche zu fahren. Die Vergrößerung der Wohnung des Amtsmaurermeisters in Dobbertin sollte durch einen Anbau erfolgen. Der Bau eines Beamtenwohnhauses wurde noch ausgesetzt.
- 1916 am Gauden Hafen kam bei den Damenbooten ein neues vom Schweriner Bootsbauer Mellfs gebautes Boot hinzu.[151]
- 1917 im Amtsgarten wurde ein neues Gewächshaus mit technischen Geräten der Firma Hentsch aus Dresden errichtet.[152]
- 1918 erfolgte die Auflösung des Klosteramtes mit der Neuordnung der Rechtsverhältnisse, das Vermögen ging auf den Staat über.[153]
- 1920 die Verwaltung des Klosterparks übernahm nun die staatliche Forstverwaltung in Dobbertin.[154] Der Dorfschulze Duncker und der Dorfpolizist sollten wegen Trunkenheit aus dem Amt entfernt werden, doch das Schweriner Ministerium verhinderte die Ablösung.
- 1921 diverse Möbel der ehemaligen Klosteramtsverwaltung wurden zum Landgestüt Redefin und mit dem alten Buchbestand in die Ministerien nach Schwerin gebracht.[155]
- 1924 die neue Staatliche Klosterverwaltung verfügte auch über die Wohnungen im Kloster Dobbertin.
- 1926 um Verwechselungen zu vermeiden, wurden auf Vorschlag von Baurat Heinrich Wehmeyer alle Häuser nummeriert.
- 1928 erfolgte die Genehmigung einer Antenne für die Rundfunkempfangsanlage. Der Tischler Wilhelm Roloff wurde Dorfschulze. Am 8. Dezember 1928 wurden auf dem Klosterbauhof einige Zeichnungen von Georg Adolf Demmler zum Kirchenbau von 1830 gefunden.
- 1931 stand auf der Rasenfläche vor dem Dominahaus ein 1,07 m hoher achteckiger Sandsteinpfeiler als Sonnenuhr. Auf dessen oberer Platte waren die Stundenzahlen eingemeißelt und in der Mitte ein gusseiserner Stundenzeiger eingelassen.
- 1937 der Reichsstatthalter Friedrich Hildebrandt besuchte am 23. November 1937 die Klosteranlage in Dobbertin mit Park, der Mühle und dem Holzmagazin. Von innen wurden nur die von der NS-Kreisfrauenschaft im Amtshaus genutzten Räume, die Kirche und die Kreuzgänge besichtigt. Nach vielfachen Hinweisen zur Verschönerung der Klosteranlage regte der Reichsstatthalter an, etliche Anschlagtafeln und Drahtzäune zu entfernen sowie zwei hässliche Stallgebäude mit Pappdächern für einen freien Blick von der Kirche über den See zum Hellberg abzubrechen.[156]
- 1838 die Wirtschafts- und Stallgebäude hinter dem Klosterhauptmannshaus wurden durch die Staatsforstverwaltung als Ausbildungslager für deutsche Waldarbeiter genutzt.[157]
- 1941 das gegenüber dem Dobbertiner See gelegene Flurstück Buchholz mit Wärterhaus des Holzvogts wurde an die Stadt Goldberg verkauft.[158]
- 1942 das Reichsministerium für Wissenschaft, Erziehung und Volksbildung in Berlin-Spandau versuchte in der Klosteranlage eine im Gau Mecklenburg noh nicht vorhandene Deutsche Heimschule für SS-Mädchen einzurichten.[159]
- 1944 der Baurat Heinrich Wehmeyer erarbeitete am 30. April 1944 einen Lageplan vom Kloster Dobbertin mit einer Übersicht der Bewohner und den Häusern.
- 1945 am 18. Januar 1945 einigten sich das Schweriner Ministerium, Abteilung Volksbildung und Abteilung Hochbau mit dem Parchimer Landrat Roschlaub, hinter Haus I und II Baracken für eine Deutsche Heimschule für SS-Mädchen aufzustellen, was nicht mehr geschah. Am 2. Mai 1945 erfolgte Besetzung der gesamten Klosteranlage und des Dorfes durch Kampftruppen der Roten Armee und nutzten das gesamte Kloster als Kaserne bis Anfang 1947.
- 1946 in der Nacht vom 30. zum 31. Oktober 1946 brannte das an die Kirche anstoßende östliche Klausurgebäude mit dem Kreuzgang ab. Die ausgebrannten Gebäudeteile wurden bis an die Südfassade der Klosterkirche abgetragen.[160] Während der Besetzung durch Soldaten der Roten Armee brannte das Damenhaus V. aus.

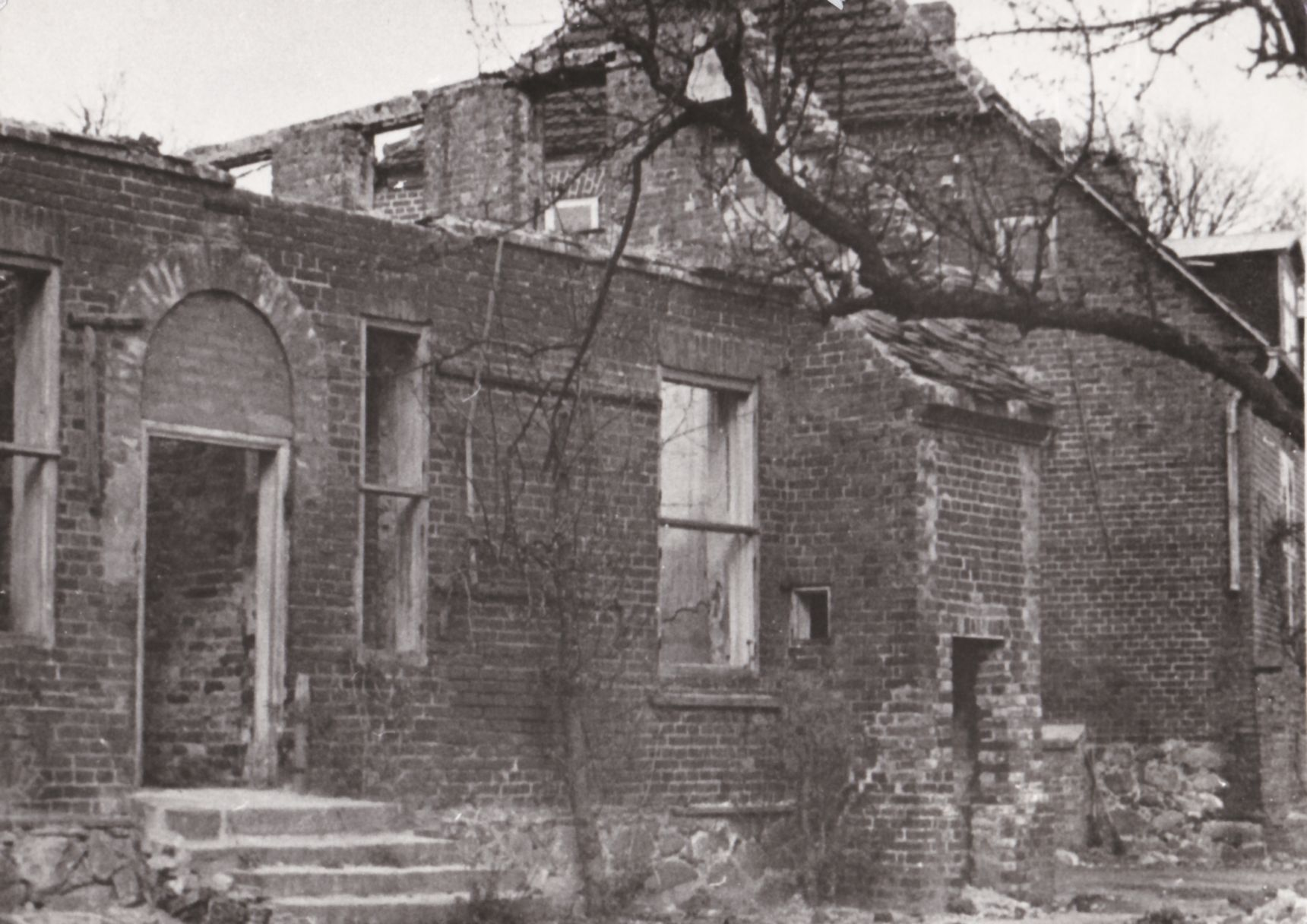
Ausgebranntes Damenhaus während der Besetzung durch Soldaten der Roten Armee (1946)

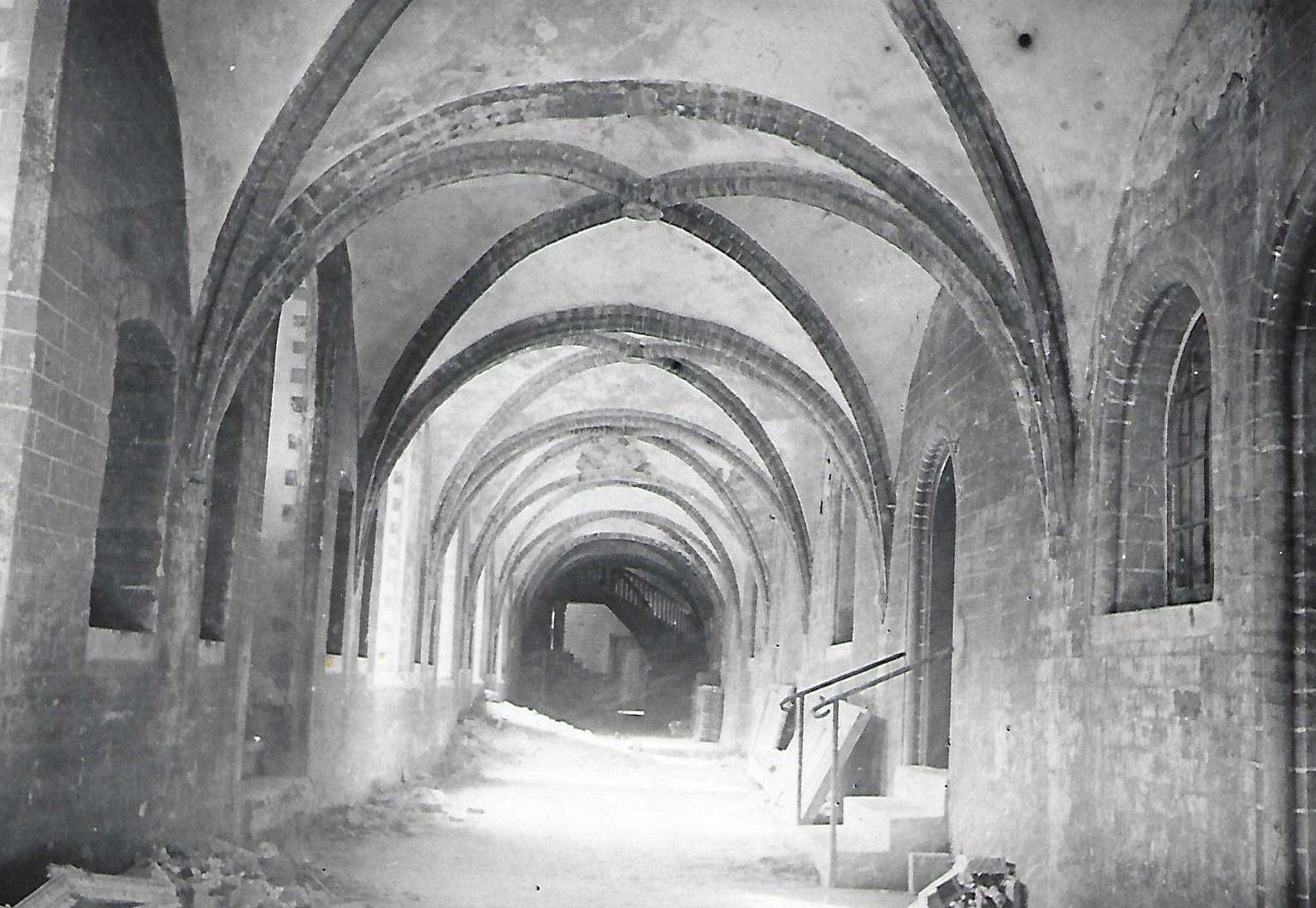
Nördlicher Kreuzgang, Zustand 1964

- 1947 am 2. November erfolgte im Kloster durch Friedrich Burmeister als Minister für Arbeit und Sozialwesen in Anwesenheit des Landtagspräsidenten Carl Moltmann die feierliche Einweihung nun als Landesalters- und Pflegeheimes für zunächst 70 Personen.[161]
- 1949 der ehemalige Wagenschauer mit Kornboden wurde als Lager für Kohlen, Brennholz, Düngemittel und Getreide genutzt.
- 1950 die Bodenreformaufteilung des ehemaligen Amtsreservates Dobbertin erfolgte von Juli 1950 bis November 1951 zur weiteren Nutzung durch das Landesaltersheim.[162]
- 1951 wurden in den beschädigten Kreuzgängen durch die Baufirma Lüders aus Goldberg die ersten Maurer-, Putz- und Malerarbeiten ausgeführt. Die nach dem Brand von 1946 noch erhalten gebliebenen Räume des Obergeschosses im östlichen Klausurgebäude wurden als Investitionsvorhaben Landesaltersheim Dobbertin durch den EMB-Volkseigenes Entwurfs- und Bauleitungsbüro Mecklenburg, Nebenstelle Parchim ausgeführt. Die Bauabnahme konnte aber am 14. Juni 1951 nicht erfolgen, da die Malerarbeiten nicht abgeschlossen waren, der Fußbodenbelag fehlte und der mit der Bauaufsicht betraute Bezirksbauleiter Harder wegen einer Radpanne nicht erschien war.[163]
- 1952 wurde mit dem Bau einer Kleinkläranlage am südlichen Eingang zum Klosterpark begonnen. Im ehemaligen Küchenmeisterhaus (Haus IX) erfolgten Umbaumaßnahmen, alle Räume im Erdgeschoss waren nun durch einen Mittelflur erreichbar und erste Aborte wurden eingebaut, die aber erst nach Inbetriebnahme der Abwasserleitungen 1953 nutzbar wurden.[164]
- 1953 erfolgte der Bau von Schmutzwasserleitungen im Klostergelände, genehmigt am 25. Juni 1952 durch die Landesregierung Mecklenburg, Ministerium für Wirtschaft und Arbeit, Hauptabteilung Aufbau.[165]
- 1954 die alten Schweineställe hinter Haus IV und VI wurden abgebrochen und Gewächshaus errichtet.
- 1955 die ehemalige Amtsbäckerei wurde unter Leitung von Johanna Heppner als Kinderkrippe genutzt. Hinter Haus 10 zur Gärtnerei wurde ein langer Stall für Holz und Kohlen aus alten Mauerziegeln gebaut.
- 1957 am 22. Juli wurden zwei Eisenhartguss-Glocken aus der Glockengießerei in Apolda (Schilling) in die Doppelturmanlage gebracht.
- 1958 in der ehemaligen Amtsbäckerei wurde eine HO-Verkaufsstelle eröffnet.
- 1962 die gesamte Klosteranlage wurde nun als Außenstelle der Bezirksnervenklinik Schwerin (BNK) am Sachsenberg genutzt. Das Haus I (Mecklenburg) wurde Pflegestation für 60 schwerstbehinderte Frauen (geschlossene Station). Haus II (Schwerin) wurde gemischte Jugendstation. Haus III HO-Verkaufsstelle, Wohnungen und Kinderkrippe. Haus IV. (Ribnitz) offene Männerstation. Haus V. (Kühlungsborn) geschlossene Männerstation. Haus VI (Parchim) offene Frauenstation. Haus VII (Blindenhaus) und Frauenstation. Haus VIII (Schwaan) Wohnungen und Kinderstation. Haus IX. (Güstrow) Kinderabteilung und Pflegestation, im Frühjahr 2001 wegen zunehmender Bauschäden und unwürdigen Wohnbedingungen freigezogen. Haus X. (Dobbertin) Wohnungen und Kinderabteilung. Haus XI Verwaltungsgebäude. Haus XII (nördliches Klausurgebäude) Frauenpflegestation. Haus XIII (westliches Klausurgebäude) Arbeitstherapie. Haus XIV. (südliches Klausurgebäude) geschlossene Frauenstation, Refektorium Speisesaal für Mitarbeiter. Haus XV. (östliches Klausurgebäude) Labor, Röntgen, Zahnarzt, geschlossene Frauenstation. Haus XVI Kinderabteilung mit Schulräumen, ehemaliges Damenbadehaus war Leichenhalle, ehemalige Pforthaus war Wohnung für Angestellte.
- 1964 erfolgten Umbau- und Sicherungsmaßnahmen am Haus XII und Haus XIV. zum Pflegeheim.[166] komplizierte Sicherungs- und Unterfangungsmaßnahmen wurden am und im Refektorium durchgeführt.[167]
- 1965 im westlichen Gebäudeteil des Kornbodens mit Wagenschauer wurde eine Wäscherei eingerichtet.
- 1968 wurden das Refektorium und der Kreuzgang für eine politische Veranstaltung Dobbertiner Konferenz von der Arbeitsgruppe Christliche Kreise beim Bezirksausschuss Schwerin der Nationalen Front renoviert.[168]
- 1974 am 26. November brannte das als Jugendstation genutzte Haus II aus. Der innere Aus- und Umbau begann erst 1976 und wurde ab 1779 wieder genutzt.
- 1975 erfolgte der Ausbau von Wohnungen im Dachgeschoss von Haus III mit den alten Gefängniszellen, das Erdgeschoss wurde schon als HO-Verkaufsstelle genutzt. Die komplette Räumung von Haus III erfolgte 1993.
- 1977 die gesamte Klosteranlage mit der Klosterkirche, dem Klosterpark und dem Klosterfriedhof wurden unter Denkmalschutz gestellt.[169] Nach Entfernung der alten Kachelöfen erfolgte der Einbau einer Zentralheizung in Haus IX.
- 1979 die Klosterkirche wurde wegen Einsturzgefahr baupolizeilich gesperrt.[170] Das alte Straßenpflaster auf einigen Abschnitten erhielt eine Asphaltdecke.
- 1980 wurde das Schieferdach von Haus I mit Betonziegeln neu eingedeckt.[171]
- 1983 am 1. Juni 1983 kam es im Haus V. zu einem Dachstuhlbrand. Der Wiederaufbau erfolgte von 1985 bis 1988.
- 1987 erhielt das Haus I neue Fenster.
- 1989 erfolgte der Einbau einer Zentralheizung im ehemaligen Pforthaus. Der Dobbertiner Bürgermeister Hallbauer machte am 21. Juni 1989 an den Generalsekretär des ZK der SED und Vorsitzenden des Staatsrats der DDR Genossen Erich Honecker eine Eingabe wegen fehlender Reparaturen und Einsturzgefahr an der Dobbertiner Klosterkirche, die sich in Staatseigentum befindet.[172]

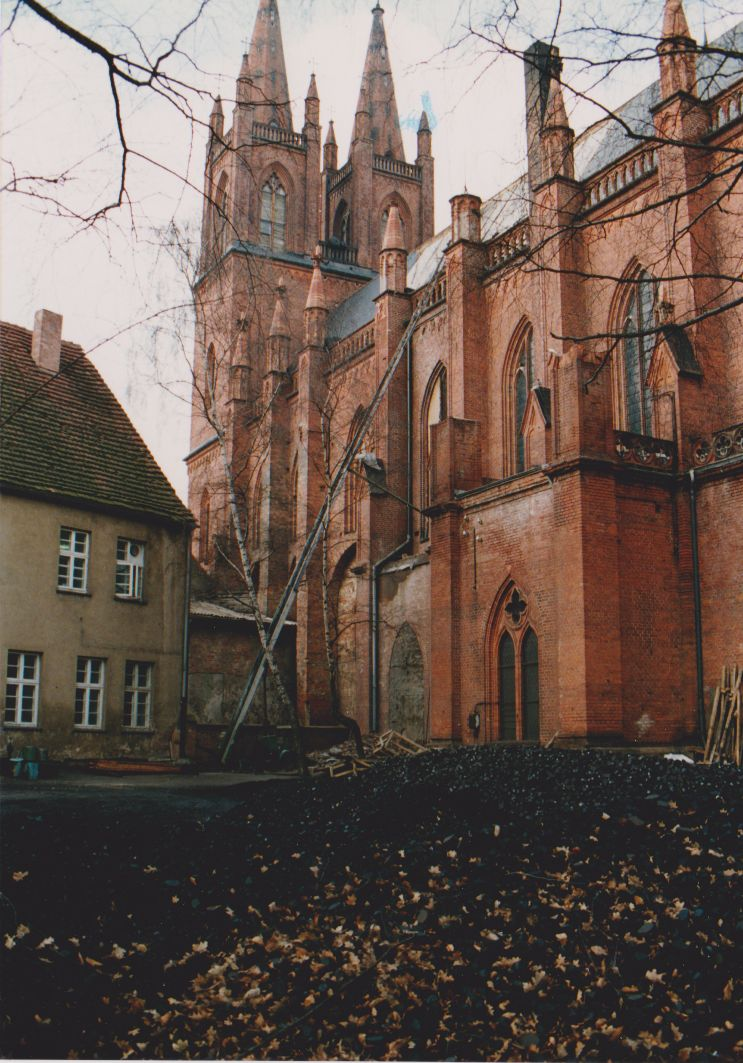
Südseite der Klosterkirche mit Schornstein und Kohlelager (1989)

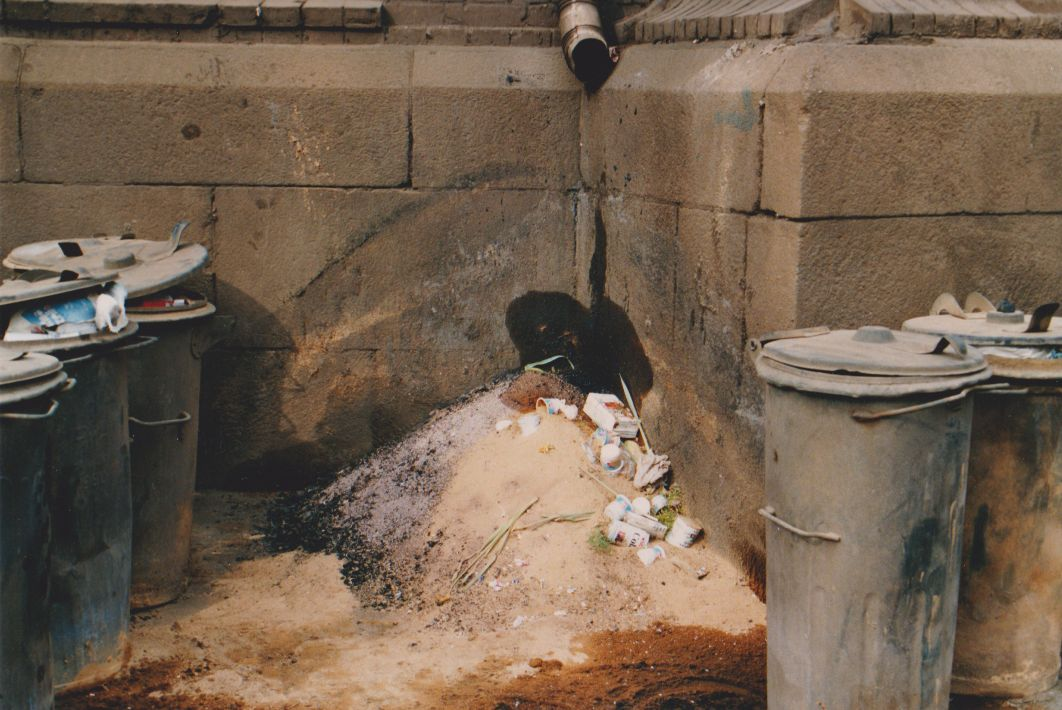
Ascheentsorgung am südlichen Chor (1989)

- 1991 die Dobbertiner Außenstelle der Bezirksnervenklinik (BNK) Schwerin wurde von der Evangelisch-Lutherischen Landeskirche Mecklenburgs übernommen und das Diakoniewerk Kloster Dobbertin gGmbH gegründet. In der Klosteranlage gab es noch drei überalterte Kohleheizhäuser mit sechs Kesseln, ein 10 m hoher Blechschornstein, ein 1928 gemauerter Schornstein an der Südfassade der Klosterkirche, in den Häusern waren 264 Kachelöfen mit 85 Schornsteinen, die Kohlen lagen in den Kellern.[173] im Haus X erfolgten nach Einbau neuer Fenster und einer Heizungsanlage die notwendigen Umbau- und Renovierungsarbeiten zum Einzug der neuen Verwaltung und der Geschäftsführung des Diakoniewerkes. Durch die Deutsche Bundesstiftung Umwelt wurden zur Sanierung der Nordfassade der Klosterkirche drei Millionen DM bereitgestellt.[174]
- 1992 hinter der Klosterkirche erfolgte der Aufbau eines Heizcontainers mit Öltank von der TGA Magdeburg[175], der für die Druschbatrasse[176] in Russland vorgesehen war. Dafür erfolgte die Stilllegung von zwei Braunkohleheizhäusern. Das mit Kindern überbelegte Haus IX wurde wegen unwürdiger Wohnbedingungen und zunehmender Bauschäden geräumt. Zum Aufbau von drei Wohncontainer auf dem Gelände der ehemaligen Gärtnerei wurden hinter Haus X. die Kohle- und Holzschuppen abgebrochen.
- 1993 nach Schließung der HO-Verkaufsstelle erfolgte in den Räumen der ehemaligen Amtsbäckerei die Eröffnung des Klosterkaffees.[177] Beginn mit dem Neubau der Werkstätten für Behinderte.[178] Mecklenburg-Vorpommerns Ministerpräsident Bernd Seite besuchte am 14. Februar 1993 die neuen Einrichtungen der Diakonie im Kloster Dobbertin.[179] In der präzisierten Denkmalliste des ehemaligen Landkreises Lübz vom 10. Juni 1993 wurde das Klosterensemble unter Punkt 1. 1 nochmals bestätigt. Die Aufstellung von drei Wohncontainern in der ehemaligen Gärtnerei hinter Haus X. erfolgte. 1993 bis 1994 wurden im Haus I und II Renovierungs- und Reparaturarbeiten mit neuen technischen Ver- und Entsorgungsanlagen durchgeführt.
- 1994 am 7. März 1994 fand das Richtfest für das erste Werkstattgebäude statt.[180] Denkmal- und behindertengerechte Sanierung von Haus I, das ehemalige Damenhaus mit drei Wohnungen.[181] Das kleinste Bauwerk, das ehemalige Pforthaus, wurde nach denkmalgerechter Sanierung als Therapiegebäude genutzt.[182] Im Haus IV. wurden die Haustechnik und die sanitären Anlagen sowie Fenster und Türen erneuert. Für die nicht behindertengerecht ausgestatteten Schulräume im Klosterhauptmannshaus konnte erstmals ein Behindertenaufzug für Rollstuhlfahrer installiert werden.
- 1995 durch den Sozialminister Hinrich Kuessner wurden am 27. Januar 1995 die neuen Werkstätten für 120 behinderte Menschen eingeweiht.[183] Das Braunkohleheizhaus am Technikgebäude wurde stillgelegt.[184] Die Fassadensanierung an der Nordseite der Klosterkirche und am Chor wurden abgeschlossen.[185]
- 1996 an der Dachkonstruktion Haus X. wurden Feuchteschäden beseitigt und eine Schwammsanierung vorgenommen. Die herausgeschlagenen Inschriften über den Haustüren: Friede sei mit Euch, Lobe den Herren und Höre mein Wort wurden über den Hauseingängen in neuen Sandsteinplatten wieder hergestellt.[186] Die Grundsteinlegung für den Neubau einer Großküche mit Speisesaal erfolgte am 8. November mit der Versenkung einer Schatulle durch Pastor Dieter Döring.[187][188] Das Richtfest fand am 14. Februar 1997 statt.[189][190] Von 1996 bis 2020 hatte der Restaurator Andreas Baumgart an 22 Gebäuden in der gesamten Klosteranlage restauratorische Farbfassungsuntersuchungen durchgeführt, die Arbeiten fachlich und baubegleitend beraten sowie die Denkmalpflegerischen Zielstellungen für jedes Gebäude erarbeitet.
- 1997 Nach Kabinettsbeschluss der Landesregierung Mecklenburg-Vorpommern vom 27. Mai 1997 wurde die gesamte Klosteranlage umfassend saniert. Im Sommer 1997 wurde die Uferbefestigung der Klosteranlage am Dobbertiner See durch Studenten aus Japan, Russland, der Ukraine, Belgien und Deutschland während eines dreiwöchigen internationalen Work-Camp erneuert.[191] Ab Oktober 1997 erfolgten durch das Landesamt für Bodendenkmalpflege Mecklenburg-Vorpommern baubegleitend die ersten archäologischen Bergungsarbeiten bei der Neuverlegung der Schmutz-, Regenwasser- und Trinkwasserleitungen im östlichen Straßenbereich von Haus VI bis Haus IX.[192]

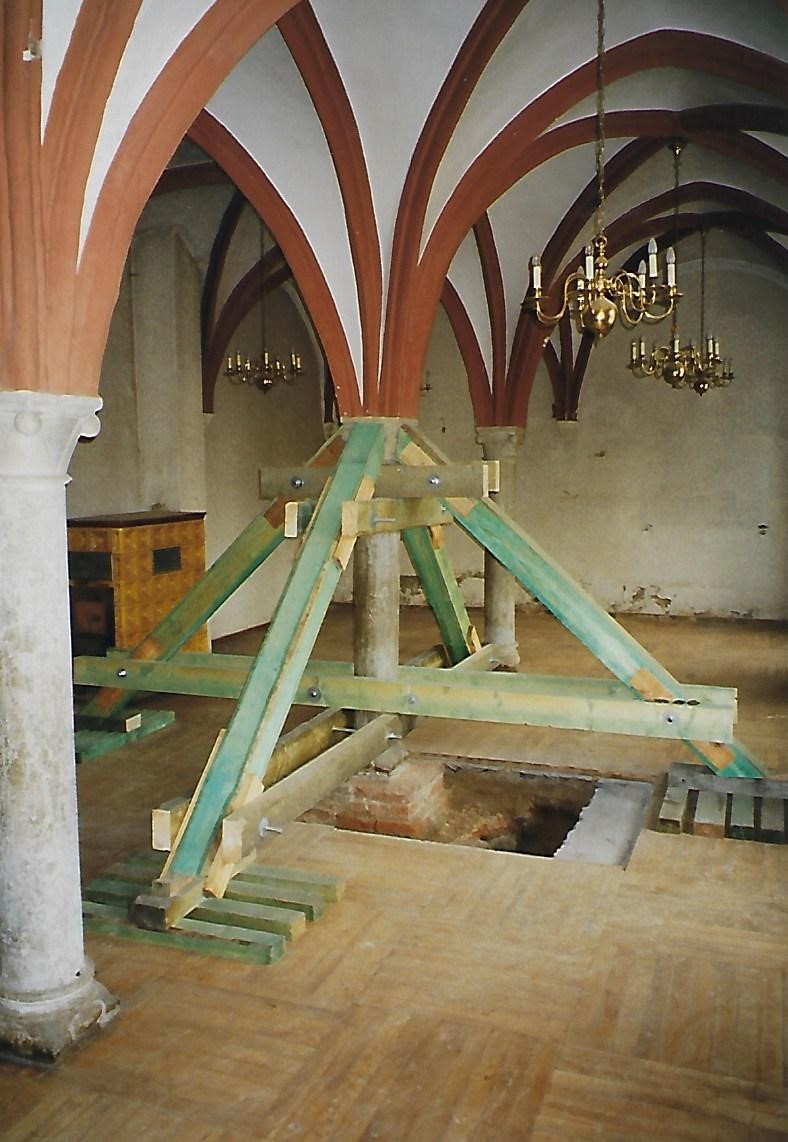
Fundamentsicherung der Säulen im Refektorium (1999)

- 1998 nach dem europaweit ausgeschriebenen Architektenwettbewerb setzte sich unter 88 Bewerbern die Schweriner ARGE Mikolajczyk, Kessler, Rimpel bei der Planung und Durchführung der denkmal- und behindertengerechten Sanierung der Klausurgebäude und auch mit der Nutzung einer Förderschule durch.[193] Bei der archäologischen Baubegleitung der gesamten Ver- und Entsorgungsleitungen auf dem Klostergelände und im Klosterinnenhof bis 2004 wurden auch 66 Münzen aus verschiedenen Jahrhunderten gefunden.[194][195] An der Südseite des Klosterhauptmannshauses wurden Fundamentreste des ehemaligen Propsteigebäudes freigelegt.[196] Vor dem Giebel des ehemaligen Dominahauses wurden bei archäologischen Grabungen im Sommer 1998 Fundamentreste eines aus dem 15. Jahrhundert stammenden Gebäudes von 18 Meter Breite und 36 Meter Länge freigelegt.[197]
- 1999 wurde mit der Sanierung von Haus VIII (Schwaan) begonnen.[198] Der Küchenneubau mit der Großküche wurde in Betrieb genommen.

### 21. Jahrhundert

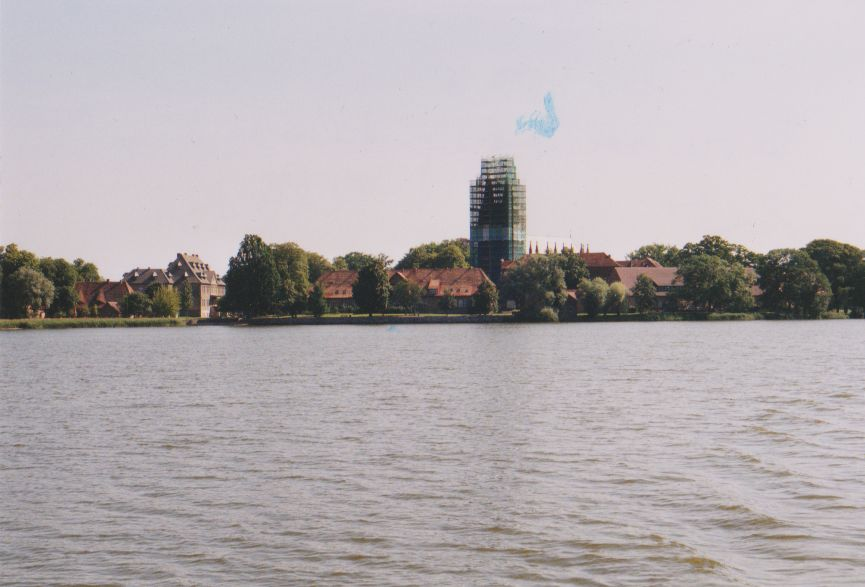
Kloster Dobbertin mit eingerüstetem Kirchturm von Dobbertiner See (2003)

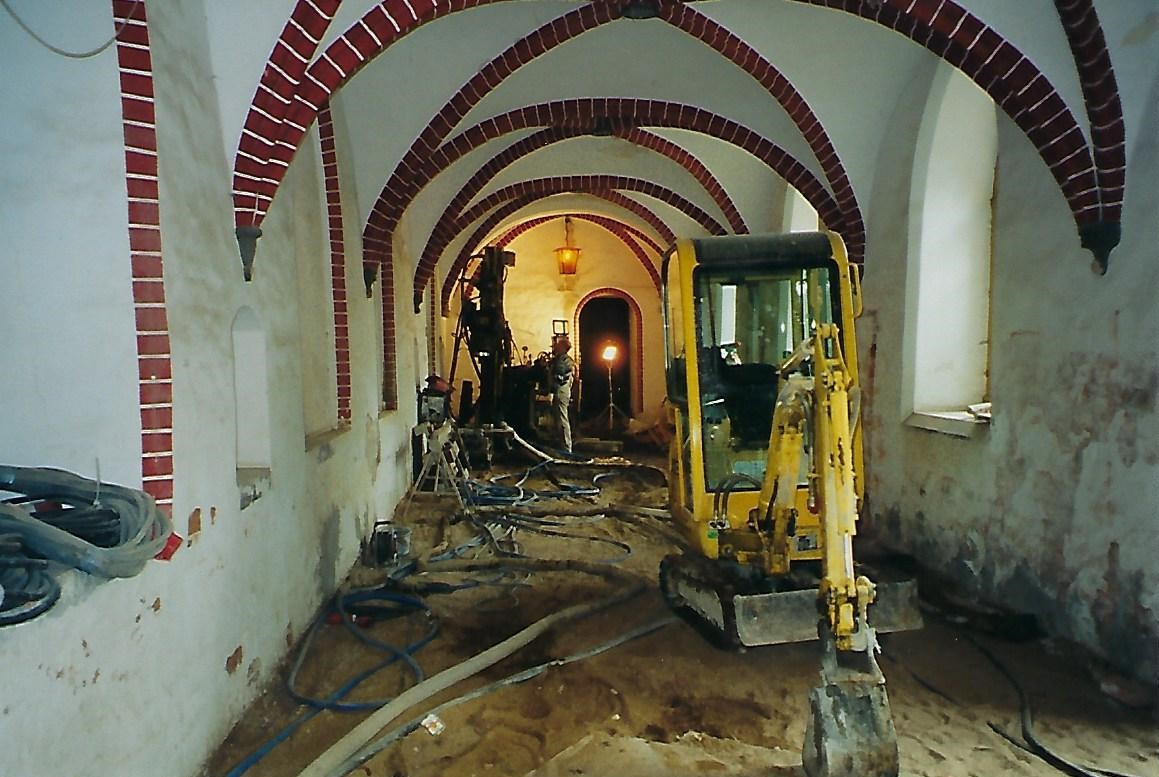
Fundamentsanierung im nördlichen Kreuzgang (2003)

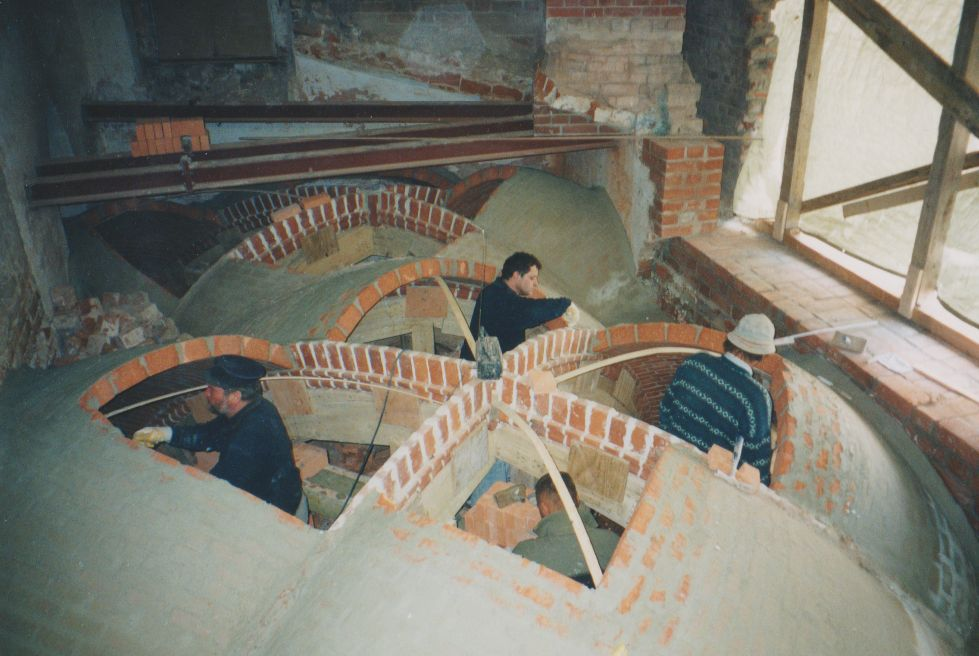
Neue Kreuzrippengewölbe im östlichen Kreuzgang (2004)

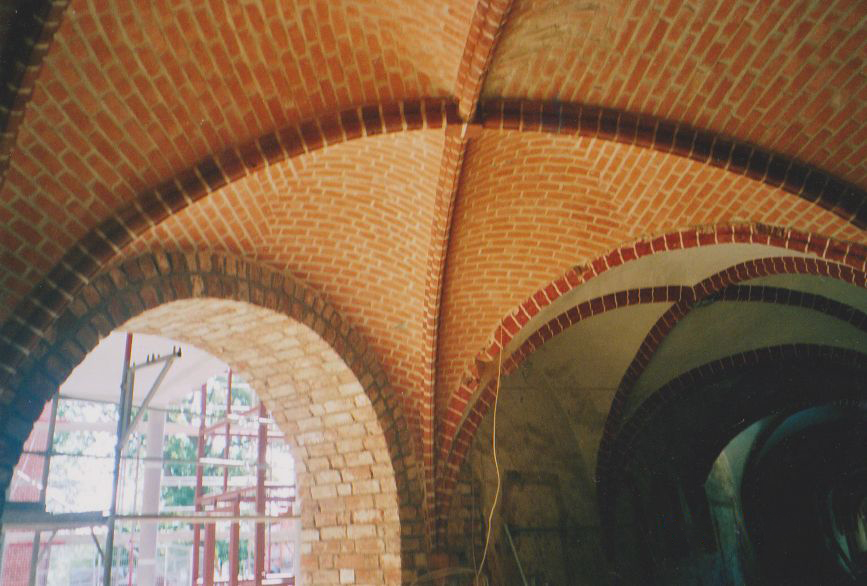
Neue Gewölbe mit Eingangsbogen im östlichen Kreuzgang (2004)

- 2000 die denkmal- und behindertengerechte Sanierung von Haus VIII (Schwaan) wurde Ende Dezember 2000 vollendet.
- 2001 am 4. Juli besuchte der Bundespräsident Johannes Rau mit dem Vorsitzenden der Deutschen Stiftung Denkmalschutz Gottfried Kiesow und dem Ministerpräsidenten von Mecklenburg-Vorpommern Harald Ringstorff die Klosteranlage in Dobbertin. Durch Frank Wietrzichowski vom Landesamt für Bodendenkmalpflege MV erfolgten vom Oktober 2001 bis März 2002 die archäologischen Bauvoruntersuchungen bei der Tieferlegung des Kreuzganginnenhofes.[199] Das ehemalige Lagergebäude mit der Wäscherei wurde zum Technikgebäude mit einer umweltfreundlichen Schaltzentrale für die technische Ver- und Entsorgung der gesamten Klosteranlage umgebaut. Zur stabilen Versorgung der neuen Werkstätten und der Großküche wurde eine Trafostation mit zwei 630 KVA-Trafos und ein Notstromaggregat installiert. Eine Heizzentrale mit drei Niederdruck-Heiswasserkesseleinheiten und einer freistehenden Schornsteinanlage wurden errichtet.[200] Danach konnten die letzten fünf immer noch mit Kohle beheizten Wohnhäuser mit ihren 79 Schornsteinen an die zentrale Heizversorgung angeschlossen werden.
- 2002 bei den bauarchäologischen 7138 Einzelfunden im Kreuzganginnenhof befand sich auch ein Messergriff aus Knochen mit geschnitzter bildlicher Darstellung eines Königs mit Falken in der Hand aus dem 13. Jahrhundert.[201][202] Umfangreiche Sicherungs- und Sanierungsarbeiten erfolgten mit dem Architekten Thomas Tillmann aus Lübeck am Haus IX. Nach der Sanierung der ehemaligen Remise wurde diese als Wäschelager genutzt.[203]
- 2003 die Feldsteinfundamente der Klausurgebäude und der Kreuzgänge wurden mit dem HDI-Verfahren durch die Berliner Tiefbauspezialfirma Stump mit über 200 Betonsäulen verfestigt.[204] Am Südgiebel von Haus IX erfolgte eine umweltfreundliche Nachgründungen der Fundamente mit einem Spezialbohrgerät im Düsenstrahlverfahren bis 5 m Tiefe.[105] Die komplette Sanierung mit behindertengerechten Umbau von Haus II erfolgte durch das Ingenieurbüro Frank Hahn aus Sternberg.[205]
- 2004 der Umbau des ehemaligen Küchenmeisterhaus IX. zum Wohnheim wurde vollendet.[206] Die Sicherung, Sanierung und der Umbau des ehemaligen Pferdestalls des Klosterhauptmanns erfolgte im Rahmen des ABM-Jugendförderprogramms zu einem Therapiezentrum.[207] Das Haus II konnte nach umfassender denkmal- und behindertengerechter Sanierung wieder genutzt werden.[208] Im Klosterinnenhof wurde durch den Förderverein für Veranstaltungen an der Nordfassade eine großzügige Terrasse errichtet.
- 2005 war Sanierungsbeginn von Haus XI zur Nutzung als Wohnheim.[209] Beginn der Sanierung des ehemaligen Pferdestalls ab Juni 2005 zur Nutzung als Therapie- und Freizeitzentrum.[210]
- 2006 erfolgte die Eröffnung der Förderschule im Obergeschoss der Klausurgebäude.[211]
- 2008 die denkmalgerechte Sanierung des Klosterhauptmannshauses zur Nutzung als zentrales und repräsentatives Verwaltungsgebäude des Diakonischen Werkes Kloster Dobbertin wurde vollendet.[212]
- 2009 die Sanierung von Haus XI als Wohnheim wurde abgeschlossen.
- 2010 mit dem Umbau des Damenhauses V. wurde begonnen. Im Haus III mit dem ehemaligen Klosterkaffee erfolgte eine Vergrößerung und Modernisierung der Küche für das heutige Brau- und Brennhaus.[213] Das von 1992 bis 2008 als Verwaltungsgebäude genutzte Damenhaus X wurde nach der umfassenden Sanierung als Wohnheim zur Nutzung übergeben.[214]
- 2012 war Sanierungsbeginn zur Umnutzung des Damenhauses IV. Am Westgiebel von Haus I erfolgte der Anbau eines behindertengerechten Aufzuges.
- 2014 wurde das denkmal- und behindertengerecht sanierte Damenhauses IV. am Dobbertiner See zur Nutzung übergeben.
- 2015 durch die Neumühler Bauhütte Schwerin wurden Reparaturen an den Fassaden der Klosterkirche durchgeführt.

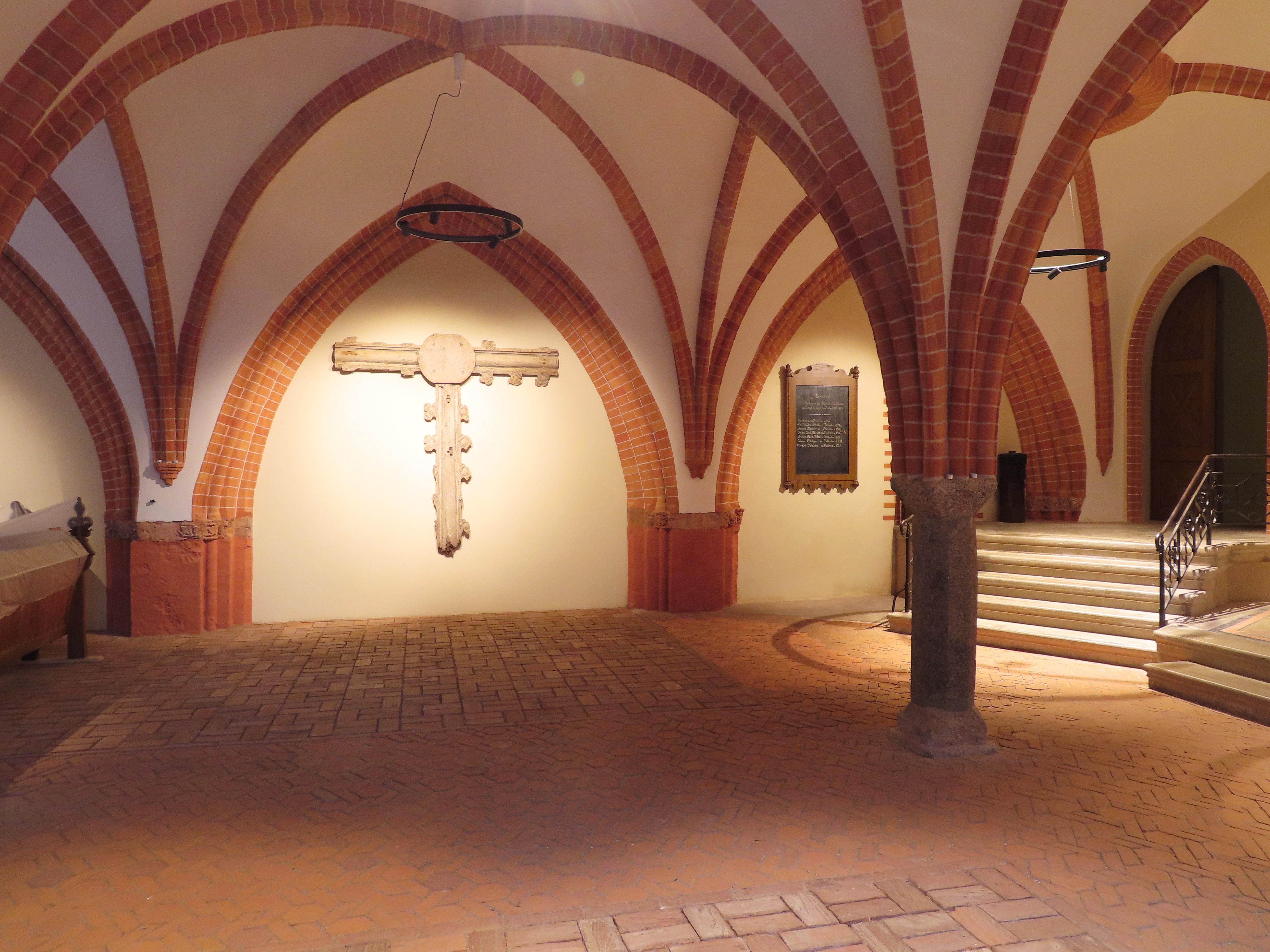
Reste eines Triumphkreuzes in der restaurierten Unterkirche (2010)

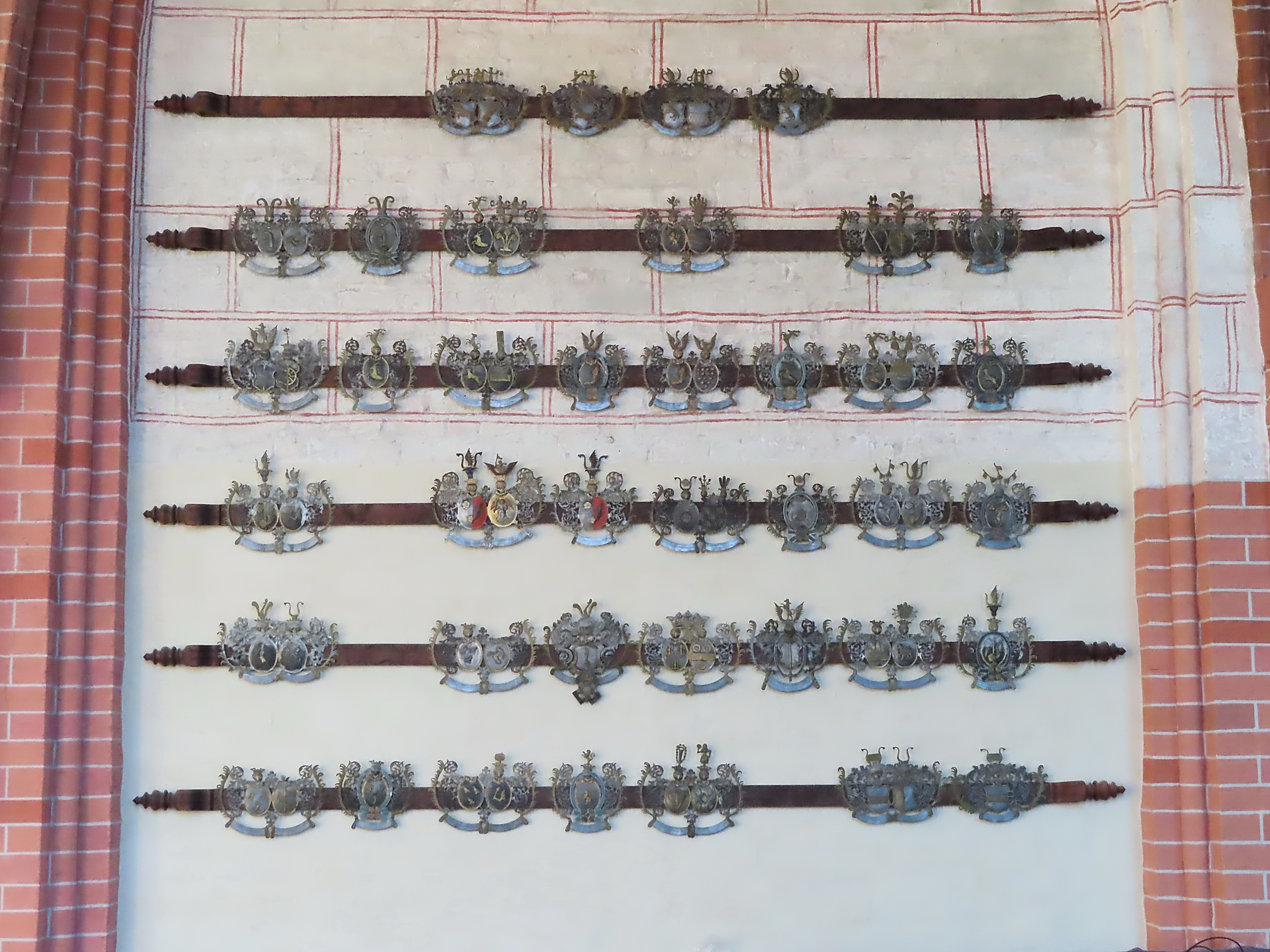
Restaurierte Wappen der Konventualinnen an der Südwand auf der Nonnenempore (2020)

- 2016 die Förderschule in den Obergeschossen der vier sanierten Klausurgebäuden erhielt zu ihrem 25-jährigen Bestehen den Namen Theodor Fontane Schule. Das Damenhaus IV. wurde denkmal- und behindertengerecht saniert. Seit 1998 wurden in der Klosteranlage alle 22 denkmalgeschützten Gebäude saniert. Im Kirchenschiff der Klosterkirche erfolgten auf der Nordseite Maurer-, Putz- und Malerarbeiten.
- 2017 erfolgte die Umnutzung von Haus VIII zum Kinder- und Jugendbereich. Am Westgiebel von Haus I erfolgte ein Aufzugsanbau. Im Kirchenschiff der Klosterkirche wurden auf der Südseite Maurer-, Putz- und Malerarbeiten durchgeführt.
- 2019 auf der Nonnenemporen wurden an der Südwand die ersten von den noch erhaltenen 153 Wappen von Konventualinnen der Adelsfamilien wieder angebracht.
- 2020 in der Klosterkirche wurde nach Abschluss der inneren Restaurierung am 29. November 2020 die neu eingebaute Orgel geweiht.[215] Während der Sanierung der Sakristei wurde ein neuer Betonfußboden eingebaut.
- 2021 auf der Nonnenempore wurden nach den Wappen die Gebetslogen und der Kanzelaltar restauriert. Nach Abschluss der aufwendigen Sanierungs- und Restaurierungsarbeiten auf der Nonnenempore fand am 31. Oktober 2021 durch Pastor Hasenpusch die Weihe statt.

### Historische Quellen
- Mecklenburgisches Urkundenbuch (MUB)
- Mecklenburgische Jahrbücher (MJB)
- Grossherzoglich Mecklenburg-Schwerinsche Staatskalender, Schwerin, 1776–1930.

### Ungedruckte Quellen
Dänisches Reichsarchiv
- Mecklenburgica, Stiftsarkiv Kloster Dobbertin.

Hansestadt Lübeck
- Archiv der Hansestadt Lübeck, Altes Staatsarchiv, Acta Externa, Deutsche Territorien und Staaten.

Universität Rostock
- Juristische Fakultät, Spruchakten.

Universitätsbibliothek Rostock (UBR)
- Sondersammlungen, Leichenpredigten.

Landeshauptarchiv Schwerin (LHAS)
- LHAS 1.5-4/3 Urkunden Kloster Dobbertin, I. Herzogliches Archiv, II. Klosterarchiv.
- LHAS 2.12-3/2 Klöster- und Ritterorden. Kloster Dobbertin.
- LHAS 2.12-3/4 Kirchen und Schulen.
- LHAS 3.2-3/1 Landeskloster/Klosteramt Dobbertin.
- LHAS 3.2-4 Ritterschaftliche Brandversicherungsgesellschaft (1782-1932)
- LHAS 2.12-3/5 Kirchenvisitationen.
- LHAS 5.11-2 Landtagsversammlungen, Landtagsverhandlungen, Landtagsprotokolle, Landtagsausschuß.
- LHAS 5.12-4/2 Ministerium für Landwirtschaft, Domänen und Forsten.
- LHAS 5.12-5/1 Ministerium für Finanzen, Hochbau Amt Parchim 1849–1945.
- LHAS 5.12-5/10 Zentralverwaltung, Verwaltung Staatsbauten.
- LHAS 5.12-7/1 Mecklenburg-Schwerinsches Ministerium für Unterricht, Kunst, geistliche und Medizinalangelegenheiten.
- LHAS 5.12-9/5 Landratsamt Parchim.
- LHAS 6.11-18 Ministerium für Finanzen. Kreis Parchim.
- LHAS 10.09-L/6 Personennachlass Lisch, Friedrich (1801–1883), Mr. 193 Restaurierung der Kirche in Dobbertin 1854–1958.
- LHAS 12.3-1 Hochbauamt, Großherzogliche Vermögensverwaltung, Bauabteilung.

Landesamt für Kultur und Denkmalpflege (LAKD)
- Baudenkmalpflege, Ortsakte Kloster Dobbertin, Bauhistorische Berichte.
- Archäologie, Ortsakte Dobbertin, Grabungsdokumentationen.

Landeskirchliches Archiv Schwerin (LKAS)
- LKAS, OKR Schwerin, Specialia, Ortsakte Dobbertin und Kirchenbücher.
- Geistliche Bauten Band 1–3, 1830–2001.
- Bauzeichnungen und Pläne kirchlicher Gebäude, Nr. 048 Lageplan Klosteranlage 1947 (Pergament) von Adolf Friedrich Lorenz.

Pfarrarchiv Goldberg-Dobbertin
- Chronik Kirchgemeinde Dobbertin 1945–2001.

Landeshauptstadt Schwerin
- Stadtarchiv Schwerin, Abteilung Innere Angelegenheiten, Nr. 0774 Veranstaltungen mit kirchlichen Amtsträgern und Berichte über kirchliche Veranstaltungen. Dobbertiner Konferenz von der Arbeitsgruppe Christliche Kreise beim Bezirksausschuss der Nationalen Front 1968–1981.

Hansestadt Wismar
- Stadtarchiv, Zeugenbuch, Prozessakten des Ratsgerichts und Magistratsgerichts, Testamentssachen.

Landkreis Parchim
- Kreisarchiv, Nr. 39 Landesaltersheim 1950–1953, Nr. 98 Einrichtung einer Deutschen Heimschule im Kloster Dobbertin 1944–1945, Nr. 139 Bauten im Kloster Dobbertin 1950–1951, Nr. 8000 Kirchenfragen, Dobbertiner Konferenzen 1967–1987.

Stadt Goldberg
- Stadtarchiv, Museum. Nr. 88 Grenzstreitigkeiten 1770–1789, Nr. 901 Ordnungswidrigkeiten 1840–1860, Nr. 1079 Gerichtssachen 1752–1890.

Stadt Ribnitz-Damgarten
- Stadtarchiv, Bestand Kloster Ribnitz, Nr. 44 D-70 D, Kloster Dobbertin 1612–1891.

## Karten
- Bertram Christian von Hoinckhusen: Mecklenburg Atlas mit Beschreibung der Aemter um 1700, Blatt 61, Beschreibung des Kloster-Amtes Dobbertin.
- Dierektorial – Vermessungskarte Von dem Hochadelichen Dobbertinschen Klosteramts 1759.
- Brouillion von dem Dorffelde Dobbertin zum Hochadel Kloster Dobbertin auf Verordnung Gemeinschaft Directorial Commission vermessen aus 1771 durch Franz von See, reticifiert und gezeichnet im Jahre 1824 von Heinrich Christoph Stüdemann, Maßstab 1. 4 820 Ruthen.
- Dobbertin Kopie einer Karte vom Jager See, Dobbiner See, Klädener See vermessen 1777 von Franz von See.
- Historischer Atlas von Mecklenburg, Wiebekingsche Karte von 1786, Blatt 23, Maßstab 1 : 25 000, Köln, Graz 1969.
- Topographisch oekonomisch und militaerische Karte des Herzogtums Mecklenburg-Schwerin und des Fürstentums Ratzeburg des Grafen Schmettau 1788.
- Ritterschaftliche Brandversicherungsgesellschaft, Pläne mit Verzeichnis der Gebäude 1782–1932. LHAS 3.2-3/1 Dobbertin, Nr. 557–566.
- H. C. Stüdemann: Plan von dem Kloster Dobbertin mit Umgebungen. Im Auftrage der Herren Klostervorsteher im Jahre 1841. Original im LAKD/AD. Schwerin.
- Charte von der Dorffeldmark Dobbertin, vermessen durch Franz von See, eingeteilt und chartiert 1842/43 durch Heinrich Christoph Stüdemann, copiert durch S. H. Zehbur. Maßstab 1 : 4960.
- Plan von dem Kloster Dobbertin, in Berücksichtigungseiner umliegenden Wiesen. Angefertigt im Jahre 1863 von L. Barth, Ingenieur. Original in der Mecklenburgischen Landesbibliothek Schwerin.
- Preußische Landesaufnahme 1880, Großherzogthum Mecklenburg-Schwerin 1882, Nachtrag 1919, Dobbertin Nr. 946 (Messtischblatt).
- Wirtschaftskarte vom Forstamt Dobbertin, Kartenblatt 1, Forst Dobbertin, Revier Dobbertin, Amt Parchim und Güstrow, 1927, Maßstab 1 . 12 000.
- Offizielle Rad- und Wanderkarte Naturpark Nossentiner/Schwinzer Heide 2010.